# Grande Fratello (dodicesima edizione)
La dodicesima edizione del reality show Grande Fratello è andata in onda in diretta in prima serata su Canale 5 dal 24 ottobre 2011 al 1º aprile 2012. È durata 161 giorni, ed è stata condotta per la settima volta consecutiva da Alessia Marcuzzi, affiancata per la quinta ed ultima volta dall'opinionista Alfonso Signorini.
I concorrenti hanno trascorso le festività del Natale, del Capodanno e dell'Epifania all'interno della casa. La diretta 24 ore su 24 è stata trasmessa dai canali Premium Extra 1 e Premium Extra 2 di Mediaset Premium, mentre Canale 5 ha trasmesso dal lunedì al sabato una striscia quotidiana registrata, all'interno del talk show pomeridiano Pomeriggio Cinque condotto dalla sola Barbara D'Urso, e all'interno del contenitore domenicale Domenica Cinque condotto dalla sola Federica Panicucci. Ulteriori pillole e repliche del daytime sono state trasmesse da La5 sul digitale terrestre e anche ogni mattina dal contenitore Mattino Cinque (in onda su Canale 5), con la conduzione in coppia di Federica Panicucci e Paolo Del Debbio.
È stata l'edizione che ha segnato un secondo declino degli spettatori del reality, dopo la quinta, arrivando ai minimi storici dello show. Nella puntata del 13 febbraio 2012 sono rientrati in gioco tre ex-concorrenti delle edizioni passate: Cristina Del Basso del Grande Fratello 9, Patrick Ray Pugliese del Grande Fratello 4 e Ferdinando Giordano del Grande Fratello 11.
Dall'ottava alla dodicesima edizione, il Grande Fratello è andato in onda di lunedì, ma dal 4 marzo 2012 il programma è andato in onda di domenica fino alla fine di questa edizione.
Il programma ha subito un netto taglio delle puntate a causa degli ascolti molto bassi, dalle trenta previste alle ventiquattro effettive; questo ha imposto il meccanismo delle doppie eliminazioni in ogni puntata della fase finale. Per la prima volta, i finalisti sono stati cinque e non tre o quattro come le precedenti edizioni; sono arrivate in finale più donne che uomini, cosa già accaduta solo nella quarta edizione.
In un primo momento, il montepremi per il concorrente vincitore doveva essere di 250 000 €, ma successivamente viene ridotto a 240 000 € perché uno dei concorrenti, Daniel Mkongo, viene espulso per una bestemmia nella puntata nº 14 del 23 gennaio 2012.
L'edizione è stata vinta da Sabrina Mbarek, che si è aggiudicata il montepremi di 240000 €.
La concorrente Monica Sirianni è deceduta il 5 maggio 2023.

## La casa
La casa è stata ristrutturata alla fine della undicesima edizione. Sommariamente era simile a quella dell'edizione precedente, ma con diverse novità: c'era anche una stanza, soprannominata Il sottomarino (quella che nella precedente edizione era il Caveau), nella quale i concorrenti erano tenuti a prendere delle decisioni. L'arredamento di quest'ultimo era composto da due porte e da diversi cassetti ed anche da vari schermi tipici di un sottomarino. Il 16 gennaio 2012 è stata rivelata anche la suite, una camera arredata in stile orientale che comprende comfort di ogni tipo e un'illuminazione soffusa data da lampade d'atmosfera. Al momento dell'uscita del concorrente, la regia sorvolava sul momento, limitandosi a riprendere (almeno durante la diretta serale) i saluti e gli abbracci dei concorrenti eliminati.

## Concorrenti
L'età dei concorrenti si riferisce al momento dell'ingresso nella casa.
| Concorrente              | Età     | Professione                                                                      | Luogo di nascita | Stato                |
| ------------------------ | ------- | -------------------------------------------------------------------------------- | ---------------- | -------------------- |
| Sabrina Mbarek           | 21 anni | Studentessa                                                                      | Udine            | Vincitrice           |
| Gaia Elide Bruschini     | 23 anni | Ragazza immagine, hostess                                                        | Roma             | Seconda classificata |
| Patrick Ray Pugliese     | 34 anni | Personaggio TV, ex concorrente del Grande Fratello 4                             | Teheran          | Terzo classificato   |
| Franco Giusti            | 30 anni | Fisioterapista                                                                   | Roma             | Quarto classificato  |
| Martina Pascutti         | 21 anni | Fotomodella                                                                      | Torino           | Quinta classificata  |
| Armando Avellino         | 25 anni | Architetto                                                                       | Catania          | Eliminato            |
| Ilenia Pastorelli        | 25 anni | Studentessa                                                                      | Roma             | Eliminata            |
| Vito Mancini             | 26 anni | Studente                                                                         | Avetrana         | Eliminato            |
| Kevin Cagnardi           | 20 anni | Disoccupato                                                                      | Borgosesia       | Eliminato            |
| Cristina Del Basso       | 24 anni | Showgirl, modella, attrice, personaggio TV, ex concorrente del Grande Fratello 9 | Varese           | Eliminata            |
| Valentina "Vale" Marconi | 32 anni | Salumiera                                                                        | Quarata          | Eliminata            |
| Valentina Lanotte        | 22 anni | Imprenditrice di uno showroom                                                    | Modugno          | Eliminata            |
| Floriana Messina         | 22 anni | Studentessa                                                                      | Potenza          | Eliminata            |
| Ferdinando Giordano      | 31 anni | Personaggio TV, ex concorrente del Grande Fratello 11                            | Salerno          | Eliminato            |
| Gaetano De Robertis      | 32 anni | Organizzatore eventi in discoteca                                                | Bari             | Ritirato             |
| Giusy Muscia             | 25 anni | Ambulante                                                                        | Niscemi          | Eliminata            |
| Enrica Maria Saraniti    | 23 anni | Psicologa                                                                        | Catania          | Eliminata            |
| Fabrizio Conti           | 31 anni | Tatuatore                                                                        | Viareggio        | Eliminato            |
| Amedeo Aterrano          | 23 anni | Commesso, modello                                                                | Napoli           | Eliminato            |
| Chiara Giorgianni        | 22 anni | Responsabile di pubbliche relazioni in diversi locali                            | Milano           | Eliminata            |
| Daniel Mkongo            | 21 anni | Modello, personaggio TV                                                          | Sorengo          | Espulso              |
| Rudolf Mernone           | 23 anni | Rugbista                                                                         | Roma             | Ritirato             |
| Monica Sirianni          | 25 anni | Insegnante di inglese                                                            | Sydney           | Eliminata            |
| Luca Di Tolla            | 34 anni | Studente, ex informatore scientifico                                             | Eboli            | Eliminato            |
| Yassine Mokdad Mamaar    | 24 anni | Ballerino, personal trainer                                                      | Gavardo          | Eliminato            |
| Caterina Siviero         | 25 anni | Igienista dentale                                                                | Mestre           | Eliminato            |
| Kiran Maccali            | 25 anni | Contadino                                                                        | Vythiri          | Eliminato            |
| Adriana Peluso           | 21 anni | Insegnante di ginnastica ritmica                                                 | Salerno          | Eliminata            |
| Leone Guicciardini       | 27 anni | Cameriere                                                                        | Firenze          | Eliminato            |
| Sofia D'Altrui           | 23 anni | Studentessa, receptionist                                                        | Pescara          | Eliminata            |
| Danilo Novelli           | 22 anni | Barista                                                                          | Bari             | Ritirato             |
| Mirko D'Arpa             | 31 anni | Agente immobiliare                                                               | Roma             | Ritirato             |
| Valeria Molin Pradel     | 34 anni | Studentessa, ex hockeista su ghiaccio                                            | Bolzano          | Eliminata            |
| Filippo Pongiluppi       | 30 anni | Albergatore                                                                      | Rimini           | Eliminato            |
| Claudia Letizia          | 32 anni | Performer burlesque                                                              | Pompei           | Eliminata            |
| Mario Ermito             | 20 anni | Modello                                                                          | Brindisi         | Eliminato            |

## Invasori
Nella puntata del 13 febbraio 2012 la conduttrice Alessia Marcuzzi comunicò ai telespettatori che, da quel momento, rientrano in gioco (come concorrenti a tutti gli effetti con il titolo di invasori (ovvero di guest-star) al fine di "ostacolare" il percorso dei concorrenti "originali" di questa edizione edizione verso la potenziale vittoria finale), tre ex-concorrenti (i quali sono elencati in ordine di classifica e le cui età si riferiscono alla data citata) di alcune delle edizioni passate:
| Concorrente | Concorrente          | Età     | Proveniente dal    | Luogo di nascita | Posizione originale  | Stato              |
| ----------- | -------------------- | ------- | ------------------ | ---------------- | -------------------- | ------------------ |
| 1º          | Patrick Ray Pugliese | 34 anni | Grande Fratello 4  | Teheran          | Secondo classificato | Terzo classificato |
| 2º          | Cristina Del Basso   | 24 anni | Grande Fratello 9  | Varese           | Terza classificata   | Eliminata          |
| 3º          | Ferdinando Giordano  | 31 anni | Grande Fratello 11 | Salerno          | Secondo classificato | Eliminato          |

Costoro, infatti, entrarono nella 17ª puntata di questa dodicesima edizione: inizialmente era prevista una "seconda ondata" di invasori per la successiva puntata (ovvero per la 18ª puntata), ma poi Endemol Italia cambiò idea anche a causa del rifiuto (per precedenti impegni lavorativi non derogabili) dei quattro ex-concorrenti contattati da Endemol Italia (ovvero l'ex-GF 8 Roberto Mercandalli e gli ex-GF 10 Veronica Ciardi, Sarah Nile e George Leonard) di aderire a tale progetto.
Ferdinando fu il primo degli invasori a dover lasciare la casa in quanto eliminato dal televoto durante la 19ª puntata: Cristina fu la seconda degli invasori a dover lasciare la casa in quanto eliminata durante la 21ª puntata in quanto perdente del secondo televoto di tale puntata (che la vedeva contrapposta contro il "collega invasore" Patrick e due concorrenti "originali", ovvero Franco e Sabrina).
Patrick fu nominato durante la 21ª puntata (insieme a Sabrina, Gaia e Kevin) e riuscì, durante la 22ª puntata, a salvarsi al televoto, perduto da Kevin, uno degli "originali": Kevin è il primo "originale" a venir battuto da un "invasore". Patrick finì in nomination anche durante la 22ª puntata (insieme a Ilenia, Sabrina e Franco) e riuscì, durante la 23ª puntata, a salvarsi al televoto, perduto da Ilenia, una degli "originali". Sempre durante la 23ª puntata, Patrick finì in nomination (insieme a Sabrina e Armando) e riuscì, sempre in tale puntata, a salvarsi al televoto, perduto da Armando. Patrick si qualificò per la finale in cui si classificò al terzo posto (alle spalle di Sabrina e Gaia) superando Franco (quarto classificato) e Martina (quinta classificata).

### Controversie
L'ingresso degli invasori e la gestione dell'intera dodicesima edizione è stata al centro di alcune controversie:
- La critica[4] non ha particolarmente apprezzato l'ingresso degli invasori: gli autori[5] del Grande Fratello hanno totalmente respinto le contestazioni fatte dalla critica (e da parte del pubblico) ribadendo la piena e totale regolarità del programma e del televoto.
- Il 23 maggio 2012 l'ex-GF 11 Margherita Zanatta ha rivelato di essere stata contattata prima che partisse la dodicesima edizione[6] da Endemol Italia per partecipare, come "invasore" alla dodicesima edizione, ma lei ha rifiutato la proposta: qualche settimana prima, anche l'ex-GF 11 Guendalina Tavassi aveva dichiarato di aver ricevuto la medesima proposta, ma costei ha poi rifiutato per poter partecipare alla nona edizione de L'isola dei famosi (reality show prodotto da Magnolia, uno dei principali concorrenti di Endemol, e trasmesso su Rai 2) in qualità di eletta. Dalle dichiarazioni appena citate della Zanatta e della Tavassi, si deduce che l'ingresso degli Invasori era già stato premeditato prima dell'inizio (datato 24 ottobre 2011) della dodicesima edizione del Grande Fratello (e non dopo, come invece avevano dichiarato pubblicamente gli autori del programma al momento dell'ingresso degli Invasori).
- Il 4 luglio 2012 Patrick Ray Pugliese, uno degli Invasori, ha rilasciato due interviste[7][8] in cui ha rilasciato delle dichiarazioni controverse a proposito dei rapporti tra gli autori, i concorrenti (tra cui lui medesimo come Invasore) e il regolamento del Grande Fratello. Le dichiarazioni, controverse, hanno suscitato varie polemiche in quanto parte della critica ha letto in esse un (presunto) pilotaggio del gioco da parte degli autori del programma attraverso un (presunto) pilotaggio degli Invasori.
- Alfonso Signorini, opinionista della dodicesima edizione del Grande Fratello, in una intervista ha dichiarato, pochi giorni dopo la finale del Grande Fratello 12, quanto segue: Credo che all'interno del Grande Fratello 12 ci sia stata l'influenza di qualche call center di troppo: altrimenti non si spiega come sia possibile che Ilenia, con un fan club da 80 000 persone che non avranno votato tutte ma quasi, possa aver perso contro una tal [concorrente di nome] Martina la quale ha 10 000 fan. La matematica non è un'opinione […] Sarebbe ora e tempo che ci si organizzasse per fare in modo che i call center non si intromettano nell'esito di una votazione finale.[9] Inoltre, Signorini, sempre in quell'intervista, ha dichiarato di avere dubbi sul fatto che Sabrina Mbarek, vincitrice della dodicesima edizione, non abbia meritato (a suo avviso) tale titolo in quanto Gaia Elide Bruschini, seconda classificata, è stata accolta con un boato dal pubblico in studio mentre la tunisina con freddezza. Non spiegandosi, pertanto, la così forte divergenza di preferenza tra le due concorrenti, fra il pubblico in studio e quello a casa.[10]

## Tabella delle nomination
Legenda
     Concorrente immune
     Concorrente nominato
     Nomination positiva o salvataggio

|                          | Settimana 2             | Settimana 3               | Settimana 4                | Settimana 5               | Settimana 6             | Settimana 7             | Settimana 8               | Settimana 9             | Settimana 10                        | Settimana 11               | Settimana 12           | Settimana 13             | Settimana 14             | Settimana 15                          | Settimana 16               | Settimana 17                    | Settimana 17           | Settimana 18                       | Settimana 19               | Settimana 19                | Settimana 20           | Settimana 20                    | Settimana 21               | Settimana 21           | Settimana 22                  | Settimana 22              | Ultima settimana                    | Ultima settimana                    | Numero totale di nomination |
| ------------------------ | ----------------------- | ------------------------- | -------------------------- | ------------------------- | ----------------------- | ----------------------- | ------------------------- | ----------------------- | ----------------------------------- | -------------------------- | ---------------------- | ------------------------ | ------------------------ | ------------------------------------- | -------------------------- | ------------------------------- | ---------------------- | ---------------------------------- | -------------------------- | --------------------------- | ---------------------- | ------------------------------- | -------------------------- | ---------------------- | ----------------------------- | ------------------------- | ----------------------------------- | ----------------------------------- | --------------------------- |
| Preferito/a del pubblico | Adriana, Danilo, Kiran  | Nessuno                   | Nessuno                    | Nessuno                   | Nessuno                 | Nessuno                 | Nessuno                   | Ilenia 30,58%           | Ilenia 45,05%                       | Ilenia 46,73%, Gaia 11,46% | Nessuno                | Nessuno                  | Nessuno                  | Nessuno                               | Ilenia 52,87%, Vito 14,82% | Nessuno                         | Nessuno                | Nessuno                            | Nessuno                    | Nessuno                     | Nessuno                | Nessuno                         | Nessuno                    | Nessuno                | Nessuno                       | Nessuno                   | Nessuno                             | Nessuno                             | Numero totale di nomination |
| Sabrina                  | Non in casa             | Non in casa               | Non in casa                | Non in casa               | Non in casa             | Non in casa             | Non in casa               | Non in casa             | Non in casa                         | Non in casa                | Immune                 | Immune                   | Amedeo Giusy             | Amedeo Giusy                          | Gaetano Gaia               | Gaia Valentina                  | Nominata               | Kevin Valentina                    | Gaia Ilenia                | Nominata                    | Gaia Ilenia            | Nominata                        | Gaia Ilenia                | Nominata               | Franco Ilenia                 | Patrick                   | Vincitrice (Giorno 161)             | Vincitrice (Giorno 161)             | 41                          |
| Gaia                     | Amedeo                  | Claudia                   | Luca                       | Valeria                   | Vito                    | Leone                   | Amedeo                    | Amedeo Kiran            | Amedeo Vito                         | Yassine                    | Amedeo Luca            | Amedeo Monica            | Amedeo Valentina         | Amedeo Sabrina                        | Gaetano Sabrina            | Sabrina Valentina               | Salva                  | Sabrina Valentina                  | Cristina Sabrina           | Salva                       | Cristina Sabrina       | Salva                           | Patrick Sabrina            | Ilenia                 | Patrick Sabrina               | Patrick                   | Seconda classificata (Giorno 161)   | Seconda classificata (Giorno 161)   | 20                          |
| Patrick                  | Non in casa             | Non in casa               | Non in casa                | Non in casa               | Non in casa             | Non in casa             | Non in casa               | Non in casa             | Non in casa                         | Non in casa                | Non in casa            | Non in casa              | Non in casa              | Non in casa                           | Non in casa                | Immune                          | Immune                 | Gaia Valentina                     | Floriana Valentina         | Cristina                    | Gaia Vale              | Nominato                        | Gaia Kevin                 | Salvo                  | Armando Ilenia                | Sabrina                   | Terzo classificato (Giorno 161)     | Terzo classificato (Giorno 161)     | 12                          |
| Franco                   | Non in casa             | Non in casa               | Non in casa                | Non in casa               | Non in casa             | Non in casa             | Immune                    | Immune                  | Amedeo Caterina                     | Amedeo                     | Luca Martina           | Chiara Monica            | Chiara Kevin             | Giusy Martina                         | Enrica Fabrizio            | Enrica Valentina                | Nominato               | Martina Valentina                  | Floriana Sabrina           | Vale                        | Martina Sabrina        | Nominato                        | Martina Sabrina            | Patrick                | Ilenia Sabrina                | Sabrina                   | Quarto classificato (Giorno 161)    | Quarto classificato (Giorno 161)    | 36                          |
| Martina                  | Non in casa             | Non in casa               | Non in casa                | Immune                    | Adriana                 | Gaia                    | Adriana                   | Chiara Kiran            | Amedeo Franco                       | Yassine                    | Franco Monica          | Amedeo Monica            | Amedeo Giusy             | Giusy Valentina                       | Fabrizio Valentina         | Kevin Valentina                 | Salva                  | Franco Valentina                   | Franco Valentina           | Salva                       | Sabrina Vale           | Salva                           | Franco Sabrina             | Nominata               | Franco Sabrina                | Armando                   | Quinta classificata (Giorno 161)    | Quinta classificata (Giorno 161)    | 22                          |
| Armando                  | Non in casa             | Non in casa               | Non in casa                | Immune                    | Kiran                   | Gaia                    | Adriana                   | Chiara Kiran            | Amedeo Franco                       | Amedeo                     | Amedeo Monica          | Amedeo Monica            | Chiara Giusy             | Giusy Valentina                       | Fabrizio Giusy             | Enrica Valentina                | Giusy                  | Kevin Valentina                    | Floriana Valentina         | Ilenia                      | Sabrina Vale           | Cristina Sabrina                | Patrick Sabrina            | Franco                 | Patrick Sabrina               | Sabrina                   | Eliminato (Giorno 154)              | Eliminato (Giorno 154)              | 7                           |
| Ilenia                   | Sofia                   | Claudia                   | Filippo                    | Kiran                     | Kiran                   | Kiran                   | Kiran                     | Chiara Kiran            | Amedeo Franco                       | Chiara                     | Luca Monica            | Chiara Monica            | Chiara Giusy             | Kevin Valentina                       | Enrica Fabrizio            | Enrica Valentina                | Sabrina                | Sabrina Valentina                  | Floriana Sabrina           | Salva                       | Sabrina, Vale          | Franco Patrick                  | Patrick Sabrina            | Armando                | Franco Patrick                | Eliminata (Giorno 154)    | Eliminata (Giorno 154)              | Eliminata (Giorno 154)              | 7                           |
| Vito                     | Non in casa             | Non in casa               | Non in casa                | Immune                    | Sofia                   | Gaia                    | Adriana                   | Amedeo Chiara           | Amedeo Franco                       | Luca                       | Luca Monica            | Chiara Monica            | Chiara Giusy             | Giusy Valentina                       | Enrica Fabrizio            | Enrica Valentina                | Valentina              | Kevin Valentina                    | Floriana Valentina         | Martina                     | Cristina Vale          | Salvo                           | Kevin Patrick              | Nominato               | Eliminato (Giorno 147)        | Eliminato (Giorno 147)    | Eliminato (Giorno 147)              | Eliminato (Giorno 147)              | 27                          |
| Kevin                    | Non in casa             | Non in casa               | Non in casa                | Non in casa               | Non in casa             | Non in casa             | Non in casa               | Non in casa             | Non in casa                         | Non in casa                | Immune                 | Immune                   | Amedeo Valentina         | Gaetano Valentina                     | Gaetano Martina            | Sabrina Valentina               | Salvo                  | Sabrina Valentina                  | Cristina Sabrina           | Gaia                        | Cristina Sabrina       | Salvo                           | Patrick Sabrina            | Eliminato (Giorno 147) | Eliminato (Giorno 147)        | Eliminato (Giorno 147)    | Eliminato (Giorno 147)              | Eliminato (Giorno 147)              | 15                          |
| Cristina                 | Non in casa             | Non in casa               | Non in casa                | Non in casa               | Non in casa             | Non in casa             | Non in casa               | Non in casa             | Non in casa                         | Non in casa                | Non in casa            | Non in casa              | Non in casa              | Non in casa                           | Non in casa                | Immune                          | Immune                 | Gaia Kevin                         | Valentina Vito             | Salva                       | Kevin Vito             | Nominata                        | Eliminata (Giorno 140)     | Eliminata (Giorno 140) | Eliminata (Giorno 140)        | Eliminata (Giorno 140)    | Eliminata (Giorno 140)              | Eliminata (Giorno 140)              | 7                           |
| Vale                     | Non in casa             | Non in casa               | Non in casa                | Non in casa               | Non in casa             | Non in casa             | Non in casa               | Non in casa             | Non in casa                         | Non in casa                | Non in casa            | Non in casa              | Non in casa              | Non in casa                           | Non in casa                | Non in casa                     | Non in casa            | Immune                             | Immune                     | Salva                       | Ilenia Martina         | Eliminata (Giorno 140)          | Eliminata (Giorno 140)     | Eliminata (Giorno 140) | Eliminata (Giorno 140)        | Eliminata (Giorno 140)    | Eliminata (Giorno 140)              | Eliminata (Giorno 140)              | 5                           |
| Valentina                | Non in casa             | Non in casa               | Non in casa                | Non in casa               | Non in casa             | Non in casa             | Non in casa               | Non in casa             | Non in casa                         | Non in casa                | Immune                 | Immune                   | Amedeo Giusy             | Amedeo Franco                         | Franco Martina             | Franco Martina                  | Nominata Salvata       | Gaetano Sabrina                    | Armando Sabrina            | Nominata                    | Eliminata (Giorno 133) | Eliminata (Giorno 133)          | Eliminata (Giorno 133)     | Eliminata (Giorno 133) | Eliminata (Giorno 133)        | Eliminata (Giorno 133)    | Eliminata (Giorno 133)              | Eliminata (Giorno 133)              | 34                          |
| Floriana                 | Sofia                   | Sofia                     | Mirko                      | Leone                     | Kiran                   | Leone                   | Amedeo                    | Kiran Martina           | Armando Caterina                    | Martina                    | Franco Martina         | Amedeo Franco            | Amedeo Valentina         | Franco Sabrina                        | Franco Gaetano             | Franco Sabrina                  | Franco                 | Franco Sabrina                     | Cristina Franco            | Eliminata (Giorno 133)      | Eliminata (Giorno 133) | Eliminata (Giorno 133)          | Eliminata (Giorno 133)     | Eliminata (Giorno 133) | Eliminata (Giorno 133)        | Eliminata (Giorno 133)    | Eliminata (Giorno 133)              | Eliminata (Giorno 133)              | 5                           |
| Ferdinando               | Non in casa             | Non in casa               | Non in casa                | Non in casa               | Non in casa             | Non in casa             | Non in casa               | Non in casa             | Non in casa                         | Non in casa                | Non in casa            | Non in casa              | Non in casa              | Non in casa                           | Non in casa                | Immune                          | Immune                 | Martina Sabrina                    | Eliminato (Giorno 127)     | Eliminato (Giorno 127)      | Eliminato (Giorno 127) | Eliminato (Giorno 127)          | Eliminato (Giorno 127)     | Eliminato (Giorno 127) | Eliminato (Giorno 127)        | Eliminato (Giorno 127)    | Eliminato (Giorno 127)              | Eliminato (Giorno 127)              | 10                          |
| Gaetano                  | Non in casa             | Non in casa               | Non in casa                | Non in casa               | Non in casa             | Non in casa             | Non in casa               | Non in casa             | Non in casa                         | Non in casa                | Immune                 | Immune                   | Amedeo Kevin             | Giusy Kevin                           | Giusy Kevin                | Kevin Valentina                 | Salvo                  | Sabrina Valentina                  | Ritirato (Giorno 125)      | Ritirato (Giorno 125)       | Ritirato (Giorno 125)  | Ritirato (Giorno 125)           | Ritirato (Giorno 125)      | Ritirato (Giorno 125)  | Ritirato (Giorno 125)         | Ritirato (Giorno 125)     | Ritirato (Giorno 125)               | Ritirato (Giorno 125)               | 9                           |
| Giusy                    | Non in casa             | Non in casa               | Non in casa                | Non in casa               | Non in casa             | Non in casa             | Non in casa               | Non in casa             | Non in casa                         | Non in casa                | Immune                 | Immune                   | Amedeo Gaetano           | Amedeo Franco                         | Franco Sabrina             | Franco Sabrina                  | Nominata               | Eliminata (Giorno 120)             | Eliminata (Giorno 120)     | Eliminata (Giorno 120)      | Eliminata (Giorno 120) | Eliminata (Giorno 120)          | Eliminata (Giorno 120)     | Eliminata (Giorno 120) | Eliminata (Giorno 120)        | Eliminata (Giorno 120)    | Eliminata (Giorno 120)              | Eliminata (Giorno 120)              | 15                          |
| Enrica                   | Immune                  | Gaia                      | Mirko                      | Kiran                     | Vito                    | Leone                   | Vito                      | Kiran Martina           | Franco Vito                         | Martina                    | Amedeo Franco          | Amedeo Franco            | Amedeo Valentina         | Amedeo Sabrina                        | Franco Gaetano             | Franco Sabrina                  | Eliminata (Giorno 120) | Eliminata (Giorno 120)             | Eliminata (Giorno 120)     | Eliminata (Giorno 120)      | Eliminata (Giorno 120) | Eliminata (Giorno 120)          | Eliminata (Giorno 120)     | Eliminata (Giorno 120) | Eliminata (Giorno 120)        | Eliminata (Giorno 120)    | Eliminata (Giorno 120)              | Eliminata (Giorno 120)              | 7                           |
| Fabrizio                 | Non in casa             | Non in casa               | Non in casa                | Non in casa               | Non in casa             | Non in casa             | Immune                    | Immune                  | Amedeo Armando                      | Amedeo                     | Chiara Vito            | Amedeo Franco            | Niente nomination        | Amedeo Vito                           | Franco Martina             | Eliminato (Giorno 113)          | Eliminato (Giorno 113) | Eliminato (Giorno 113)             | Eliminato (Giorno 113)     | Eliminato (Giorno 113)      | Eliminato (Giorno 113) | Eliminato (Giorno 113)          | Eliminato (Giorno 113)     | Eliminato (Giorno 113) | Eliminato (Giorno 113)        | Eliminato (Giorno 113)    | Eliminato (Giorno 113)              | Eliminato (Giorno 113)              | 5                           |
| Amedeo                   | Sofia                   | Claudia                   | Luca                       | Valeria                   | Adriana                 | Gaia                    | Vito                      | Martina Vito            | Armando Franco                      | Yassine                    | Chiara Luca            | Chiara Monica            | Chiara Kevin             | Giusy Martina                         | Eliminato (Giorno 106)     | Eliminato (Giorno 106)          | Eliminato (Giorno 106) | Eliminato (Giorno 106)             | Eliminato (Giorno 106)     | Eliminato (Giorno 106)      | Eliminato (Giorno 106) | Eliminato (Giorno 106)          | Eliminato (Giorno 106)     | Eliminato (Giorno 106) | Eliminato (Giorno 106)        | Eliminato (Giorno 106)    | Eliminato (Giorno 106)              | Eliminato (Giorno 106)              | 53                          |
| Chiara                   | Mario                   | Claudia                   | Valeria                    | Valeria                   | Vito                    | Leone                   | Vito                      | Kiran Martina           | Caterina Franco                     | Luca                       | Amedeo Franco          | Amedeo Franco            | Amedeo Gaetano           | Eliminata (Giorno 99)                 | Eliminata (Giorno 99)      | Eliminata (Giorno 99)           | Eliminata (Giorno 99)  | Eliminata (Giorno 99)              | Eliminata (Giorno 99)      | Eliminata (Giorno 99)       | Eliminata (Giorno 99)  | Eliminata (Giorno 99)           | Eliminata (Giorno 99)      | Eliminata (Giorno 99)  | Eliminata (Giorno 99)         | Eliminata (Giorno 99)     | Eliminata (Giorno 99)               | Eliminata (Giorno 99)               | 20                          |
| Daniel                   | Non in casa             | Non in casa               | Non in casa                | Non in casa               | Non in casa             | Non in casa             | Non in casa               | Non in casa             | Non in casa                         | Non in casa                | Immune                 | Immune                   | Espulso (Giorno 92)      | Espulso (Giorno 92)                   | Espulso (Giorno 92)        | Espulso (Giorno 92)             | Espulso (Giorno 92)    | Espulso (Giorno 92)                | Espulso (Giorno 92)        | Espulso (Giorno 92)         | Espulso (Giorno 92)    | Espulso (Giorno 92)             | Espulso (Giorno 92)        | Espulso (Giorno 92)    | Espulso (Giorno 92)           | Espulso (Giorno 92)       | Espulso (Giorno 92)                 | Espulso (Giorno 92)                 | 0                           |
| Monica                   | Non in casa             | Non in casa               | Non in casa                | Non in casa               | Non in casa             | Non in casa             | Non in casa               | Non in casa             | Immune                              | Immune                     | Martina Vito           | Martina Vito             | Eliminata (Giorno 92)    | Eliminata (Giorno 92)                 | Eliminata (Giorno 92)      | Eliminata (Giorno 92)           | Eliminata (Giorno 92)  | Eliminata (Giorno 92)              | Eliminata (Giorno 92)      | Eliminata (Giorno 92)       | Eliminata (Giorno 92)  | Eliminata (Giorno 92)           | Eliminata (Giorno 92)      | Eliminata (Giorno 92)  | Eliminata (Giorno 92)         | Eliminata (Giorno 92)     | Eliminata (Giorno 92)               | Eliminata (Giorno 92)               | 13                          |
| Rudolf                   | Amedeo                  | Valeria                   | Filippo                    | Valeria                   | Sofia                   | Gaia                    | Amedeo                    | Amedeo Chiara           | Armando Caterina                    | Martina                    | Luca Monica            | Chiara Monica            | Ritirato (Giorno 92)     | Ritirato (Giorno 92)                  | Ritirato (Giorno 92)       | Ritirato (Giorno 92)            | Ritirato (Giorno 92)   | Ritirato (Giorno 92)               | Ritirato (Giorno 92)       | Ritirato (Giorno 92)        | Ritirato (Giorno 92)   | Ritirato (Giorno 92)            | Ritirato (Giorno 92)       | Ritirato (Giorno 92)   | Ritirato (Giorno 92)          | Ritirato (Giorno 92)      | Ritirato (Giorno 92)                | Ritirato (Giorno 92)                | 0                           |
| Luca                     | Sofia                   | Gaia                      | Mirko                      | Leone                     | Vito                    | Gaia                    | Adriana                   | Kiran Vito              | Franco Vito                         | Vito                       | Amedeo Vito            | Eliminato (Giorno 85)    | Eliminato (Giorno 85)    | Eliminato (Giorno 85)                 | Eliminato (Giorno 85)      | Eliminato (Giorno 85)           | Eliminato (Giorno 85)  | Eliminato (Giorno 85)              | Eliminato (Giorno 85)      | Eliminato (Giorno 85)       | Eliminato (Giorno 85)  | Eliminato (Giorno 85)           | Eliminato (Giorno 85)      | Eliminato (Giorno 85)  | Eliminato (Giorno 85)         | Eliminato (Giorno 85)     | Eliminato (Giorno 85)               | Eliminato (Giorno 85)               | 12                          |
| Yassine                  | Non in casa             | Non in casa               | Non in casa                | Non in casa               | Non in casa             | Non in casa             | Immune                    | Immune                  | Amedeo Vito                         | Amedeo                     | Eliminato (Giorno 78)  | Eliminato (Giorno 78)    | Eliminato (Giorno 78)    | Eliminato (Giorno 78)                 | Eliminato (Giorno 78)      | Eliminato (Giorno 78)           | Eliminato (Giorno 78)  | Eliminato (Giorno 78)              | Eliminato (Giorno 78)      | Eliminato (Giorno 78)       | Eliminato (Giorno 78)  | Eliminato (Giorno 78)           | Eliminato (Giorno 78)      | Eliminato (Giorno 78)  | Eliminato (Giorno 78)         | Eliminato (Giorno 78)     | Eliminato (Giorno 78)               | Eliminato (Giorno 78)               | 3                           |
| Caterina                 | Mario                   | Valeria                   | Valeria                    | Valeria                   | Vito                    | Gaia                    | Kiran                     | Chiara Kiran            | Amedeo Franco                       | Eliminata (Giorno 71)      | Eliminata (Giorno 71)  | Eliminata (Giorno 71)    | Eliminata (Giorno 71)    | Eliminata (Giorno 71)                 | Eliminata (Giorno 71)      | Eliminata (Giorno 71)           | Eliminata (Giorno 71)  | Eliminata (Giorno 71)              | Eliminata (Giorno 71)      | Eliminata (Giorno 71)       | Eliminata (Giorno 71)  | Eliminata (Giorno 71)           | Eliminata (Giorno 71)      | Eliminata (Giorno 71)  | Eliminata (Giorno 71)         | Eliminata (Giorno 71)     | Eliminata (Giorno 71)               | Eliminata (Giorno 71)               | 5                           |
| Kiran                    | Mario                   | Claudia                   | Valeria                    | Sofia                     | Sofia                   | Gaia                    | Vito                      | Chiara Vito             | Eliminato (Giorno 64)               | Eliminato (Giorno 64)      | Eliminato (Giorno 64)  | Eliminato (Giorno 64)    | Eliminato (Giorno 64)    | Eliminato (Giorno 64)                 | Eliminato (Giorno 64)      | Eliminato (Giorno 64)           | Eliminato (Giorno 64)  | Eliminato (Giorno 64)              | Eliminato (Giorno 64)      | Eliminato (Giorno 64)       | Eliminato (Giorno 64)  | Eliminato (Giorno 64)           | Eliminato (Giorno 64)      | Eliminato (Giorno 64)  | Eliminato (Giorno 64)         | Eliminato (Giorno 64)     | Eliminato (Giorno 64)               | Eliminato (Giorno 64)               | 18                          |
| Adriana                  | Valeria                 | Valeria                   | Valeria                    | Valeria                   | Vito                    | Leone                   | Amedeo                    | Eliminata (Giorno 57)   | Eliminata (Giorno 57)               | Eliminata (Giorno 57)      | Eliminata (Giorno 57)  | Eliminata (Giorno 57)    | Eliminata (Giorno 57)    | Eliminata (Giorno 57)                 | Eliminata (Giorno 57)      | Eliminata (Giorno 57)           | Eliminata (Giorno 57)  | Eliminata (Giorno 57)              | Eliminata (Giorno 57)      | Eliminata (Giorno 57)       | Eliminata (Giorno 57)  | Eliminata (Giorno 57)           | Eliminata (Giorno 57)      | Eliminata (Giorno 57)  | Eliminata (Giorno 57)         | Eliminata (Giorno 57)     | Eliminata (Giorno 57)               | Eliminata (Giorno 57)               | 7                           |
| Leone                    | Sofia                   | Claudia                   | Luca                       | Valeria                   | Sofia                   | Gaia                    | Eliminato (Giorno 50)     | Eliminato (Giorno 50)   | Eliminato (Giorno 50)               | Eliminato (Giorno 50)      | Eliminato (Giorno 50)  | Eliminato (Giorno 50)    | Eliminato (Giorno 50)    | Eliminato (Giorno 50)                 | Eliminato (Giorno 50)      | Eliminato (Giorno 50)           | Eliminato (Giorno 50)  | Eliminato (Giorno 50)              | Eliminato (Giorno 50)      | Eliminato (Giorno 50)       | Eliminato (Giorno 50)  | Eliminato (Giorno 50)           | Eliminato (Giorno 50)      | Eliminato (Giorno 50)  | Eliminato (Giorno 50)         | Eliminato (Giorno 50)     | Eliminato (Giorno 50)               | Eliminato (Giorno 50)               | 7                           |
| Sofia                    | Mario                   | Claudia                   | Filippo                    | Valeria                   | Vito                    | Eliminata (Giorno 43)   | Eliminata (Giorno 43)     | Eliminata (Giorno 43)   | Eliminata (Giorno 43)               | Eliminata (Giorno 43)      | Eliminata (Giorno 43)  | Eliminata (Giorno 43)    | Eliminata (Giorno 43)    | Eliminata (Giorno 43)                 | Eliminata (Giorno 43)      | Eliminata (Giorno 43)           | Eliminata (Giorno 43)  | Eliminata (Giorno 43)              | Eliminata (Giorno 43)      | Eliminata (Giorno 43)       | Eliminata (Giorno 43)  | Eliminata (Giorno 43)           | Eliminata (Giorno 43)      | Eliminata (Giorno 43)  | Eliminata (Giorno 43)         | Eliminata (Giorno 43)     | Eliminata (Giorno 43)               | Eliminata (Giorno 43)               | 15                          |
| Danilo                   | Valeria                 | Claudia                   | Luca                       | Valeria                   | Sofia                   | Ritirato (Giorno 38)    | Ritirato (Giorno 38)      | Ritirato (Giorno 38)    | Ritirato (Giorno 38)                | Ritirato (Giorno 38)       | Ritirato (Giorno 38)   | Ritirato (Giorno 38)     | Ritirato (Giorno 38)     | Ritirato (Giorno 38)                  | Ritirato (Giorno 38)       | Ritirato (Giorno 38)            | Ritirato (Giorno 38)   | Ritirato (Giorno 38)               | Ritirato (Giorno 38)       | Ritirato (Giorno 38)        | Ritirato (Giorno 38)   | Ritirato (Giorno 38)            | Ritirato (Giorno 38)       | Ritirato (Giorno 38)   | Ritirato (Giorno 38)          | Ritirato (Giorno 38)      | Ritirato (Giorno 38)                | Ritirato (Giorno 38)                | 0                           |
| Mirko                    | Immune                  | Claudia                   | Filippo                    | Valeria                   | Vito                    | Ritirato (Giorno 37)    | Ritirato (Giorno 37)      | Ritirato (Giorno 37)    | Ritirato (Giorno 37)                | Ritirato (Giorno 37)       | Ritirato (Giorno 37)   | Ritirato (Giorno 37)     | Ritirato (Giorno 37)     | Ritirato (Giorno 37)                  | Ritirato (Giorno 37)       | Ritirato (Giorno 37)            | Ritirato (Giorno 37)   | Ritirato (Giorno 37)               | Ritirato (Giorno 37)       | Ritirato (Giorno 37)        | Ritirato (Giorno 37)   | Ritirato (Giorno 37)            | Ritirato (Giorno 37)       | Ritirato (Giorno 37)   | Ritirato (Giorno 37)          | Ritirato (Giorno 37)      | Ritirato (Giorno 37)                | Ritirato (Giorno 37)                | 4                           |
| Valeria                  | Sofia                   | Kiran                     | Caterina                   | Adriana                   | Eliminata (Giorno 36)   | Eliminata (Giorno 36)   | Eliminata (Giorno 36)     | Eliminata (Giorno 36)   | Eliminata (Giorno 36)               | Eliminata (Giorno 36)      | Eliminata (Giorno 36)  | Eliminata (Giorno 36)    | Eliminata (Giorno 36)    | Eliminata (Giorno 36)                 | Eliminata (Giorno 36)      | Eliminata (Giorno 36)           | Eliminata (Giorno 36)  | Eliminata (Giorno 36)              | Eliminata (Giorno 36)      | Eliminata (Giorno 36)       | Eliminata (Giorno 36)  | Eliminata (Giorno 36)           | Eliminata (Giorno 36)      | Eliminata (Giorno 36)  | Eliminata (Giorno 36)         | Eliminata (Giorno 36)     | Eliminata (Giorno 36)               | Eliminata (Giorno 36)               | 19                          |
| Filippo                  | Sofia                   | Gaia                      | Mirko                      | Eliminato (Giorno 29)     | Eliminato (Giorno 29)   | Eliminato (Giorno 29)   | Eliminato (Giorno 29)     | Eliminato (Giorno 29)   | Eliminato (Giorno 29)               | Eliminato (Giorno 29)      | Eliminato (Giorno 29)  | Eliminato (Giorno 29)    | Eliminato (Giorno 29)    | Eliminato (Giorno 29)                 | Eliminato (Giorno 29)      | Eliminato (Giorno 29)           | Eliminato (Giorno 29)  | Eliminato (Giorno 29)              | Eliminato (Giorno 29)      | Eliminato (Giorno 29)       | Eliminato (Giorno 29)  | Eliminato (Giorno 29)           | Eliminato (Giorno 29)      | Eliminato (Giorno 29)  | Eliminato (Giorno 29)         | Eliminato (Giorno 29)     | Eliminato (Giorno 29)               | Eliminato (Giorno 29)               | 4                           |
| Claudia                  | Amedeo                  | Gaia                      | Eliminata (Giorno 22)      | Eliminata (Giorno 22)     | Eliminata (Giorno 22)   | Eliminata (Giorno 22)   | Eliminata (Giorno 22)     | Eliminata (Giorno 22)   | Eliminata (Giorno 22)               | Eliminata (Giorno 22)      | Eliminata (Giorno 22)  | Eliminata (Giorno 22)    | Eliminata (Giorno 22)    | Eliminata (Giorno 22)                 | Eliminata (Giorno 22)      | Eliminata (Giorno 22)           | Eliminata (Giorno 22)  | Eliminata (Giorno 22)              | Eliminata (Giorno 22)      | Eliminata (Giorno 22)       | Eliminata (Giorno 22)  | Eliminata (Giorno 22)           | Eliminata (Giorno 22)      | Eliminata (Giorno 22)  | Eliminata (Giorno 22)         | Eliminata (Giorno 22)     | Eliminata (Giorno 22)               | Eliminata (Giorno 22)               | 9                           |
| Mario                    | Sofia                   | Eliminato (Giorno 15)     | Eliminato (Giorno 15)      | Eliminato (Giorno 15)     | Eliminato (Giorno 15)   | Eliminato (Giorno 15)   | Eliminato (Giorno 15)     | Eliminato (Giorno 15)   | Eliminato (Giorno 15)               | Eliminato (Giorno 15)      | Eliminato (Giorno 15)  | Eliminato (Giorno 15)    | Eliminato (Giorno 15)    | Eliminato (Giorno 15)                 | Eliminato (Giorno 15)      | Eliminato (Giorno 15)           | Eliminato (Giorno 15)  | Eliminato (Giorno 15)              | Eliminato (Giorno 15)      | Eliminato (Giorno 15)       | Eliminato (Giorno 15)  | Eliminato (Giorno 15)           | Eliminato (Giorno 15)      | Eliminato (Giorno 15)  | Eliminato (Giorno 15)         | Eliminato (Giorno 15)     | Eliminato (Giorno 15)               | Eliminato (Giorno 15)               | 4                           |
|                          |                         |                           |                            |                           |                         |                         |                           |                         |                                     |                            |                        |                          |                          |                                       |                            |                                 |                        |                                    |                            |                             |                        |                                 |                            |                        |                               |                           |                                     |                                     |                             |
| Annotazioni              | Vedi nota 1             | Vedi nota 2               | Vedi nota 3                | Vedi nota 4               | Vedi nota 5             | Vedi nota 6             | Vedi nota 7               | Vedi nota 8             | Vedi nota 9                         | Vedi nota 10               | Vedi nota 11           | Vedi nota 12             | Vedi nota 13             | Vedi nota 14                          | Vedi nota 15               | Vedi nota 16                    | Vedi nota 16           | Vedi nota 17                       | Vedi nota 18               | Vedi nota 18                | Vedi nota 19           | Vedi nota 19                    | Vedi nota 20               | Vedi nota 20           | Vedi nota 21                  | Vedi nota 21              | Vedi nota 22                        | Vedi nota 22                        |                             |
| Nominati                 | Mario Sofia             | Claudia Gaia              | Filippo Luca Mirko Valeria | Kiran Leone Valeria       | Sofia Vito              | Gaia Leone              | Adriana Amedeo Vito       | Chiara Kiran            | Amedeo Armando Caterina Franco Vito | Amedeo Martina Yassine     | Amedeo Luca Monica     | Amedeo Chiara Monica     | Amedeo Chiara Giusy      | Amedeo Franco Giusy Sabrina Valentina | Fabrizio Franco Gaetano    | Enrica Franco Sabrina Valentina | Franco Giusy Sabrina   | Ferdinando Kevin Sabrina Valentina | Floriana Sabrina Valentina | Sabrina Valentina           | Sabrina Vale           | Cristina Franco Patrick Sabrina | Gaia Kevin Patrick Sabrina | Martina Sabrina Vito   | Franco Ilenia Patrick Sabrina | Armando Patrick Sabrina   | Franco Gaia Martina Patrick Sabrina | Franco Gaia Martina Patrick Sabrina |                             |
| Ritirati                 | Nessuno                 | Nessuno                   | Nessuno                    | Nessuno                   | Mirko, Danilo           | Nessuno                 | Nessuno                   | Nessuno                 | Nessuno                             | Nessuno                    | Nessuno                | Rudolf                   | Nessuno                  | Nessuno                               | Nessuno                    | Nessuno                         | Nessuno                | Gaetano                            | Nessuno                    | Nessuno                     | Nessuno                | Nessuno                         | Nessuno                    | Nessuno                | Nessuno                       | Nessuno                   |                                     |                                     |                             |
| Espulsi                  | Nessuno                 | Nessuno                   | Nessuno                    | Nessuno                   | Nessuno                 | Nessuno                 | Nessuno                   | Nessuno                 | Nessuno                             | Nessuno                    | Nessuno                | Daniel                   | Nessuno                  | Nessuno                               | Nessuno                    | Nessuno                         | Nessuno                | Nessuno                            | Nessuno                    | Nessuno                     | Nessuno                | Nessuno                         | Nessuno                    | Nessuno                | Nessuno                       | Nessuno                   |                                     |                                     |                             |
| Eliminati                | Mario 59% per eliminare | Claudia 80% per eliminare | Filippo 37% per eliminare  | Valeria 54% per eliminare | Sofia 59% per eliminare | Leone 54% per eliminare | Adriana 55% per eliminare | Kiran 55% per eliminare | Caterina 42% per eliminare          | Yassine 66% per eliminare  | Luca 53% per eliminare | Monica 38% per eliminare | Chiara 59% per eliminare | Amedeo 34% per eliminare              | Fabrizio 54% per eliminare | Enrica 71% per eliminare        | Giusy 12% per salvare  | Ferdinando 40% per eliminare       | Floriana 74% per eliminare | Valentina 58% per eliminare | Vale 65% per eliminare | Cristina 5% per salvare         | Kevin 42% per eliminare    | Vito 32% per salvare   | Ilenia 53% per eliminare      | Armando 48% per eliminare | Martina 2% su 5                     | Franco 5% su 5                      |                             |
| Eliminati                | Mario 59% per eliminare | Claudia 80% per eliminare | Filippo 37% per eliminare  | Valeria 54% per eliminare | Sofia 59% per eliminare | Leone 54% per eliminare | Adriana 55% per eliminare | Kiran 55% per eliminare | Caterina 42% per eliminare          | Yassine 66% per eliminare  | Luca 53% per eliminare | Monica 38% per eliminare | Chiara 59% per eliminare | Amedeo 34% per eliminare              | Fabrizio 54% per eliminare | Enrica 71% per eliminare        | Giusy 12% per salvare  | Ferdinando 40% per eliminare       | Floriana 74% per eliminare | Valentina 58% per eliminare | Vale 65% per eliminare | Cristina 5% per salvare         | Kevin 42% per eliminare    | Vito 32% per salvare   | Ilenia 53% per eliminare      | Armando 48% per eliminare | Patrick 15% su 5                    | Gaia 24% su 2                       |                             |
| Eliminati                | Mario 59% per eliminare | Claudia 80% per eliminare | Filippo 37% per eliminare  | Valeria 54% per eliminare | Sofia 59% per eliminare | Leone 54% per eliminare | Adriana 55% per eliminare | Kiran 55% per eliminare | Caterina 42% per eliminare          | Yassine 66% per eliminare  | Luca 53% per eliminare | Monica 38% per eliminare | Chiara 59% per eliminare | Amedeo 34% per eliminare              | Fabrizio 54% per eliminare | Enrica 71% per eliminare        | Giusy 12% per salvare  | Ferdinando 40% per eliminare       | Floriana 74% per eliminare | Valentina 58% per eliminare | Vale 65% per eliminare | Cristina 5% per salvare         | Kevin 42% per eliminare    | Vito 32% per salvare   | Ilenia 53% per eliminare      | Armando 48% per eliminare | Sabrina 76% per vincere             |                                     |                             |

- Nota 1: Enrica e Mirko, in qualità di nuovi concorrenti, sono immuni e non possono esprimere la loro nomination. Coloro che non si sono distinti o che non si sono esposti durante la settimana, ovvero Amedeo, Leone, Mario, Sofia e Valeria sono i nominabili. Il risultato del televoto è[11]: Mario 59% - Sofia 41%.
- Nota 2: Coloro che non si sono distinti o che non si sono esposti durante la settimana, ovvero Claudia, Gaia, Kiran, Sofia e Valeria sono i nominabili. Il risultato del televoto è[12]: Claudia 80% - Gaia 20%.
- Nota 3: Il Grande Fratello ha deciso che a causa della maleducazione dei componenti della Casa, tutti i concorrenti sono nominabili. Il risultato del televoto è[13]: Filippo 37% - Luca 25% - Mirko 23,% - Valeria 15%.
- Nota 4: Armando, Martina e Vito, in qualità di nuovi concorrenti, sono immuni e non possono esprimere la loro nomination. Il Grande Fratello ha deciso che i concorrenti nominabili sono Adriana, Kiran, Leone, Sofia e Valeria. Il risultato del televoto è[14]: Valeria 54% - Leone 26% - Kiran 20%
- Nota 5: Il Grande Fratello ha deciso che i concorrenti nominabili sono Adriana, Kiran, Sofia e Vito. Il risultato del televoto è[15]: Sofia 59% - Vito 41%.
- Nota 6: Il Grande Fratello ha deciso che i concorrenti nominabili sono Adriana, Gaia, Kiran e Leone. Il risultato del televoto è[16]: Leone 54% - Gaia 46%.
- Nota 7: Fabrizio, Franco e Yassine, entrati "in prova" nella casa, sono immuni e non possono esprimere la loro nomination. Il Grande Fratello ha deciso che i concorrenti nominabili sono Adriana, Amedeo, Kiran e Vito. Il risultato del televoto è[17]: Adriana 55% - Amedeo 31% - Vito 14%.
- Nota 8: Fabrizio, Franco e Yassine, in qualità di nuovi concorrenti, sono immuni e non possono esprimere la loro nomination. Il Grande Fratello ha deciso che i concorrenti nominabili sono Amedeo, Chiara, Kiran, Martina e Vito. Ilenia in quanto preferita del pubblico ha diritto di salvare uno tra i tre più votati, Chiara, Kiran e Martina; decide di salvare quest'ultima mandando al televoto solo Chiara e Kiran. Il risultato del televoto è[18]: Kiran 55% - Chiara 45%.
- Nota 9: Monica in qualità di nuova concorrente è immune dalle nomination. Ilenia in quanto preferita del pubblico è immune e ha la possibilità di rendere immune un altro concorrente: sceglie Rudolf. Il Grande Fratello ha deciso che i concorrenti nominabili sono Amedeo, Armando, Caterina, Franco e Vito. Il risultato del televoto è[19]: Caterina 42% - Vito 17% - Armando 15% - Franco 14% - Amedeo 12%.
- Nota 10: Monica in qualità di nuova concorrente è immune dalle nomination. Il Grande Fratello decide di rendere immuni 6 persone, il pubblico sceglie Ilenia e Gaia, il Grande Fratello sceglie Enrica e Fabrizio e i concorrenti Floriana e Rudolf, quindi sono immuni dalle nomination. I nominabili sono Amedeo, Armando, Chiara, Franco, Luca, Martina, Vito e Yassine. Il risultato del televoto è[20]: Yassine 66% - Martina 19% - Amedeo 15%.
- Nota 11: Kevin, Valentina, Gaetano, Giusy, Daniel e Sabrina in qualità di nuovi concorrenti sono immuni dalle nomination. I nominabili sono Amedeo, Armando, Chiara, Franco, Luca, Martina, Monica e Vito. Il risultato del televoto è: Luca 53% - Monica 41% - Amedeo 6%.
- Nota 12: Kevin, Valentina, Gaetano, Giusy, Daniel e Sabrina in qualità di nuovi concorrenti sono immuni dalle nomination. I nominabili sono Amedeo, Armando, Chiara, Franco, Martina, Monica e Vito. Il risultato del televoto è: Monica 38% - Chiara 36% - Amedeo 26%.
- Nota 13: Il Grande Fratello ha deciso di dividere i nominabili in 2 gruppi: quello dei vecchi composto da Amedeo, Armando, Chiara, Franco, Martina e Vito, quello dei nuovi composto da Gaetano, Giusy, Kevin, Sabrina e Valentina. Il risultato del televoto è: Chiara 59% - Amedeo 35% - Giusy 6%.
- Nota 14: Armando ha guadagnato l'immunità di Rudolf grazie al voto dei suoi compagni. I nominabili sono: Amedeo, Franco, Gaetano, Giusy, Kevin, Martina, Sabrina, Valentina e Vito. Il risultato del televoto è: Amedeo 34% - Valentina 32% - Giusy 15% - Sabrina 13% - Franco 6%.
- Nota 15: Il Grande Fratello decide di rendere immuni 4 persone, il pubblico sceglie Ilenia e Vito, il Grande Fratello sceglie Floriana e i concorrenti scelgono Armando, quindi sono immuni dalle nomination per tre settimane. I nominabili sono Enrica, Fabrizio, Franco, Gaetano, Gaia, Giusy, Kevin, Martina, Sabrina e Valentina. Il risultato del televoto è: Fabrizio 54% - Franco 36% - Gaetano 9%.
- Nota 16: Nella casa del Grande Fratello entrano tre concorrenti già conosciuti: Ferdinando Giordano (GF11), Cristina Del Basso (GF9), Patrick Ray Pugliese (GF4) e sono immuni per una settimana quindi non fanno la nomination. I nominabili sono Enrica, Franco, Gaetano, Gaia, Giusy, Kevin, Martina, Sabrina e Valentina. Il risultato del primo televoto è: Enrica 71% - Franco 18% - Valentina 6% - Sabrina 5%. Il Grande Fratello ha scelto che i 4 immuni devono scegliere chi eliminare poi il pubblico sceglierà chi salvare. I nominabili sono: Sabrina, Franco, Giusy. Il risultato del televoto è: Sabrina 62% - Franco 26% - Giusy 12%.
- Nota 17: Il Grande Fratello decide che i concorrenti devono scegliere chi mandare in nomination dei tre invasori; Ferdinando è stato scelto dai coinquilini. È nominabile tutta la casa tranne i quattro immuni, i due invasori non nominati e la new entry Vale. Il risultato del televoto è: Ferdinando 40% - Sabrina 35% - Kevin 14% - Valentina 11%.
- Nota 18: Il periodo di immunità è finito, quindi i concorrenti sono tutti nominabili tranne Vale che è entrata da una settimana; non può ricevere né nomination, né farle. Il risultato del televoto è: Floriana 74% - Sabrina 19% - Valentina 7%. C'è stata una seconda eliminazione e i concorrenti hanno mandato al televoto Sabrina e Valentina. Il risultato del televoto è: Valentina 58% - Sabrina 42%.
- Nota 19: Sono nominabili tutti i concorrenti. Il risultato del televoto è: Vale 65% Sabrina 35% Si apre un nuovo televoto dopo che Ilenia e Armando (più votati) hanno scelto i nomi. Sono al televoto Cristina, Franco, Patrick e Sabrina. Il risultato del televoto è: Sabrina 67% - Patrick 14% - Franco 14% - Cristina 5%.
- Nota 20: Sono nominabili tutti i concorrenti. Il risultato del televoto è: Kevin 42% - Gaia 28% - Sabrina 20% - Patrick 10%. Si apre un nuovo televoto dopo che c'è stato un salvataggio a catena. Sono al televoto Vito, Martina e Sabrina. Il risultato del televoto è: Sabrina 35% - Martina 33% - Vito 32%.
- Nota 21: Sono nominabili tutti i concorrenti tranne la prima finalista che è Gaia. Il risultato del televoto è: Ilenia 53% - Sabrina 38% - Franco 7% - Patrick 1%. Il risultato del secondo televoto è: Armando 48% - Sabrina 34% - Patrick 19%.
- Nota 22: La domanda è "Chi vuoi far vincere?". Il risultato del primo televoto è: Martina 2% - Franco 5% - Patrick 15% - Gaia 16% - Sabrina 62%. Si apre un secondo televoto riguardante le due finaliste, Sabrina e Gaia. Il risultato del televoto è: Sabrina 76% - Gaia 24%.

## Episodi di particolare rilievo
- Durante il pomeriggio del 12 novembre 2011, il concorrente Filippo Pongiluppi, dopo alcuni malori, ha dovuto abbandonare la casa del Grande Fratello per essere trasportato in un centro diagnostico ed effettuare degli accertamenti clinici. Terminati gli accertamenti il concorrente rientra regolarmente nel gioco il pomeriggio del 13 novembre 2011.
- Durante la sera del 16 novembre 2011, il concorrente Mirko D'Arpa ha dovuto abbandonare la casa del Grande Fratello per effettuare degli accertamenti clinici, terminati i quali è rientrato regolarmente nel gioco.
- Durante il pomeriggio del 24 novembre 2011, le concorrenti Gaia Bruschini e Valeria Molin Pradel hanno dovuto abbandonare la casa del Grande Fratello per effettuare degli accertamenti clinici, terminati i quali rientrano regolarmente nel gioco.
- Durante la notte del 29 novembre 2011, il concorrente Mirko D'Arpa decide di ritirarsi dal gioco abbandonando la casa del Grande Fratello per motivi personali.
- Durante il pomeriggio del 30 novembre 2011, il concorrente Danilo Novelli decide di ritirarsi dal gioco abbandonando la casa del Grande Fratello per motivi personali.
- L'8 dicembre 2011, Giucas Casella entra nella casa del Grande Fratello per sottoporre i concorrenti alla prova settimanale del passaggio sui carboni ardenti.
- Il 19 dicembre 2011, direttamente dal film Vacanze di Natale a Cortina, Sabrina Ferilli e il duo Katia & Valeria entrano nella casa del Grande Fratello come ospiti: inoltre entrò anche Alessandra Amoroso in qualità di ospite musicale della serata.
- Il 26 dicembre 2011, entra in casa Barbara d'Urso (già conduttrice delle edizioni III, IV e V del Grande Fratello: questa è la prima volta in assoluto che una ex-conduttrice entra nella Casa) come ospite e per fare una sorpresa ai ragazzi: il concorrente Rudolf Mernone e la D'Urso hanno recitato una scena de La dottoressa Giò[21] come prova settimanale, quindi il Grande Fratello giudicò superata la prova.
- Nella puntata del 2 gennaio 2012, vengono scelte 6 persone che saranno immuni per un mese intero, due persone scelte dai concorrenti (Rudolf e Floriana), due dal pubblico votante da casa (Ilenia e Gaia) e due dal Grande Fratello (Enrica e Fabrizio).
- Nella puntata del 9 gennaio 2012, entrano 6 nuovi concorrenti: Kevin, Valentina, Gaetano, Giusy, Daniel e Sabrina.
- Nella puntata del 16 gennaio 2012, i concorrenti Floriana Messina e Kevin Cagnardi, premiati dal Grande Fratello per l'impegno dimostrato nella prova settimanale, entrano, su ordine della conduttrice, in una nuova stanza della casa appena inaugurata, la Suite: in essa trovano, per un brindisi, Norma Silvestri (ex-concorrente del Grande Fratello 11[22]) ed alcuni ballerini.
- Nella puntata del 23 gennaio 2012 Daniel viene espulso per aver detto una blasfemia[23]: a causa dell'infrazione del regolamento commessa da quest'ultimo, il montepremi finale è stato decurtato di 10 000 euro. Rudolf decide di abbandonare volontariamente il gioco suscitando alcune controversie in diretta televisiva su Canale 5[23][24][25] in quanto ha accusato gli autori del programma di averlo minacciato ripetutamente nel Confessionale usando le clausole contrattuali e le penali nel caso in cui avesse abbandonato prematuramente il gioco[23][24][25]: alla fine della diatriba tra il concorrente e la Marcuzzi, lui abbandona il gioco dopo che lei gli ha assicurato l'assenza di penali per la sua uscita. La prova della settimana è stata sostenuta dai concorrenti di questa dodicesima edizione, i quali sono stati sfidati dagli ex-concorrenti del Grande Fratello 11 Margherita Zanatta, Rosa Baiano, Jimmy Barba e Ferdinando Giordano: la sfida è stata vinta dai concorrenti della dodicesima edizione. Poco prima della sua eliminazione, Monica riceve la visita del fidanzato (o presunto tale[23][25]) Diego: mentre i due litigano, Monica accusa, in diretta televisiva, Diego di essersi fatto pagare per andare a protestare in televisione per il suo atteggiamento[23][25]: tale affermazione ha provocato contestazioni da parte della critica[25] in quanto pare che, in realtà, le due persone in questione (la concorrente Monica e il fidanzato Diego) non erano più legati da fidanzamento da diversi mesi antecedenti rispetto all'ingresso di Monica nella Casa[23][25]. Secondo quanto scritto da Alfonso Signorini tramite la sua utenza personale di Twitter, durante una pausa pubblicitaria della diretta di Canale 5 è accaduto un fatto senza precedenti: infatti, secondo Signorini (il quale sostiene che “Due concorrenti già usciti si sono presi a botte durante la pubblicità” […] “Non mi ricordo i loro nomi. Uno è quello che faceva l'opinionista a Forum l'altro è l'ex della Minetti”. ) gli ex-concorrenti Mirko D'Arpa (l'opinionista a Forum citato sopra) e Filippo Pongiluppi (l'ex-fidanzato – citato sopra –di Nicole Minetti) si sono picchiati in studio a causa di un diverbio, ma la rissa è stata prontamente sedata dallo staff del Grande Fratello prima della conclusione della pausa pubblicitaria. Gli autori[5] del Grande Fratello hanno totalmente respinto le contestazioni fatte dall'ex-concorrente Rudolf, dalla critica (e da parte del pubblico) ribadendo la piena e totale regolarità del programma e del televoto.
- Nella puntata del 30 gennaio 2012 il Grande Fratello riunisce tutti i maschi della casa per scegliere la persona che godrà per una settimana l'immunità di Rudolf che ha abbandonato la casa. Il prescelto è Armando.
- Nella puntata del 6 febbraio 2012 il periodo di immunità di un mese per Ilenia, Gaia, Armando, Enrica, Fabrizio e Floriana finisce. I ragazzi sono di nuovo divisi in varie stanza della case dove sceglieranno la persona che vorrebbero rendere immune per tre settimane. I ragazzi scelgono Armando. Poi viene aperto un televoto sul preferito dove vengono decretati immuni Ilenia e Vito. E poi l'ultima parola al Grande Fratello che rende immune Floriana.
- Nella puntata del 13 febbraio 2012 tre ex-concorrenti del programma, ovvero Ferdinando Giordano (secondo classificato al Grande Fratello 11), Cristina Del Basso (terza classificata al Grande Fratello 9) e Patrick Ray Pugliese (secondo classificato al Grande Fratello 4), entrano nella casa del Grande Fratello di questa dodicesima edizione in quanto, secondo la conduttrice, tornano a far parte del gioco in qualità di concorrenti a tutti gli effetti con il titolo di invasori al fine di "ostacolare" il percorso dei concorrenti "originali" di questa edizione verso la (potenziale) vittoria finale. Da notare che la critica[4] non ha particolarmente apprezzato l'ingresso degli invasori: gli autori[5] del Grande Fratello hanno totalmente respinto le contestazioni fatte dalla critica (e da parte del pubblico) ribadendo la piena e totale regolarità del programma e del televoto.
- Durante la nottata del 24 febbraio 2012 il concorrente Gaetano De Robertis si infortuna alla gamba destra e viene fatto uscire dalla casa. Dopo gli accertamenti clinici il Grande Fratello ha deciso che il concorrente Gaetano non è in grado di riprendere il gioco.
- Durante una pausa pubblicitaria della diretta di Canale 5 del 27 febbraio 2012 è accaduto un fatto senza precedenti: secondo Andrea Palazzo[5] (uno degli autori del Grande Fratello), l'ex-concorrente Amedeo Aterrano ha insultato la conduttrice Alessia Marcuzzi accusandola di non essere (più) super partes nei confronti del concorrente Ferdinando Giordano (ovvero di essere pro-Ferdinando) in quanto il Grande Fratello ha mandato a Ferdinando un videomessaggio dell'ex-fidanzata Angelica Livraghi (già concorrente del Grande Fratello 11 in cui lei e Ferdinando Giordano si erano conosciuti e fidanzati) dopo appena una settimana dall'ingresso di Ferdinando, mentre lui (Amedeo) ha atteso invano per mesi interi prima di ricevere un videomessaggio: la conduttrice ha riferito l'episodio agli autori, i quali hanno espulso Amedeo dallo studio. Gli autori hanno totalmente respinto le contestazioni fatte dall'ex-concorrente Amedeo, dalla critica (e da parte del pubblico) ribadendo la piena e totale regolarità del programma e del televoto.
- Nella puntata del 4 marzo 2012 c'è una seconda eliminazione. Dato che le donne sono in maggioranza, sono queste ultime a essere più a rischio. Gli uomini però potranno salvare una donna per poi farne rimanere due da far andare al ballottaggio finale. Le ultime due rimaste sono: Valentina e Sabrina e l'ultima parola resta al pubblico che decreta l'eliminazione di Valentina.
- Nella puntata dell'11 marzo 2012 c'è una seconda eliminazione. Le donne hanno il compito di scegliere due persone da mandare al televoto tra gli uomini e viceversa. Ma non tutte le votazioni sono valide: infatti, valgono solo quelle della donna e dell'uomo ritenuti più affidabili all'interno della casa. Quindi, sono valse le nomination di Ilenia e Armando: al televoto vanno Patrick, Franco, Sabrina e Cristina. Compito del pubblico è salvare uno dei quattro e il meno votato dovrà uscire dalla casa. Con il 4,89% delle preferenze, Cristina è la ventiduesima eliminata del Grande Fratello 12.
- La puntata del 18 marzo 2012 è stata molto turbolenta ed è stata aspramente criticata dalla critica[26]: alle ore 20:25 la conduttrice si collega in diretta con il TG5 per annunciare al pubblico una notizia che, secondo la conduttrice, potrebbe sconvolgere specialmente uno dei concorrenti presenti nella Casa[26]. All'inizio della puntata (ovvero 69 minuti dopo[26]) si tenne un dibattito molto acceso, sfociato in rissa, a proposito della "notizia bomba" anticipata al TG5[26]: la conduttrice dice (rivolta a Signorini) Penso che butterò la scaletta[26] a causa del furioso litigio[26] in corso tra gli ex-concorrenti Fabrizio, Floriana, Adriana e Caterina (i primi tre presenti in studio, la terza in collegamento dalla stanza delle sorprese[26]) e il concorrente ancora in gioco Armando, il quale era fidanzato con Caterina. Costei (circa due settimane prima rispetto alla puntata in questione[26]) lo ha tradito avendo un rapporto sessuale con Fabrizio, che era un "nemico" di Armando durante il comune soggiorno nella Casa[26]; Caterina, aiutata da Adriana, cerca di negare i fatti che, invece, vengono provati da Fabrizio e Floriana (supportati dalla conduttrice e da Alfonso Signorini[26]) con varie prove giornalistiche: Caterina ammette i fatti e Floriana contesta Caterina a causa della comprovata falsità delle precedenti dichiarazioni e, infine, Armando dichiara terminato il suo fidanzamento con Caterina, la quale, nella puntata precedente[26], aveva mostrato pubblicamente alla conduttrice di essersi tatuata il nome di Armando su un dito[26]. A causa dei fatti appena descritti, parte della critica ha incoronato il concorrente Fabrizio Conti[27] come il vincitore morale di questa edizione a causa delle dinamiche "trash"[27] da lui movimentate in una edizione definita come "noiosa" dalla critica[27]. Successivamente, i concorrenti rimasti in casa, ovvero Ilenia, Gaia, Sabrina, Martina, Vito, Patrick, Franco e Armando sono chiamati a scegliere il primo finalista. Dopo le votazioni (è possibile anche l'autovotazione), Ilenia viene designata come prima finalista. A questo punto, il Grande Fratello le porge una proposta "indecente": la concorrente può decidere se accettare questo privilegio, oppure concederlo a qualcun altro. Ilenia decide di rifiutare la finale in favore di Gaia, che pertanto è la prima finalista della dodicesima edizione del Grande Fratello. Sempre in tale puntata, c'è una seconda eliminazione: a partire dalla prima finalista, Gaia (pertanto immune), ha inizio una catena di salvataggi. Gli ultimi tre concorrenti rimasti vanno al televoto: Sabrina, Martina e Vito. Compito del pubblico è salvare uno dei tre e il meno votato dovrà abbandonare immediatamente la casa. Con il 31,95% delle preferenze, Vito è il ventiquattresimo eliminato del Grande Fratello 12. In questa puntata, l'eliminata Cristina Del Basso ha effettuato il suo ingresso in studio e si è esibita in un numero di burlesque[26]: simile a quello che fece Dita von Teese al Festival di Sanremo 2010.
- Nella puntata del 25 marzo 2012 entra in casa Manuela Arcuri per sottoporre agli uomini (Armando, Patrick e Franco) una prova, in cui lei interpreta Jane e ognuno di loro ha la parte di Tarzan.
- Alfonso Signorini, opinionista della dodicesima edizione del Grande Fratello, in una intervista ha dichiarato, pochi giorni dopo la finale del Grande Fratello 12, quanto segue: Credo che all'interno del Grande Fratello 12 ci sia stata l'influenza di qualche call center di troppo: altrimenti non si spiega come sia possibile che Ilenia, con un fan club da 80 mila persone che non avranno votato tutte ma quasi, possa aver perso contro una tal [concorrente di nome] Martina la quale ha 10 mila fan. La matematica non è un'opinione […] Sarebbe ora e tempo che ci si organizzasse per fare in modo che i call center non si intromettano nell'esito di una votazione finale.[9] Inoltre, Signorini, sempre in quell'intervista, ha dichiarato di avere dubbi sul fatto che Sabrina Mbarek, vincitrice della dodicesima edizione, non abbia meritato (a suo avviso) tale titolo in quanto Gaia Elide Bruschini, seconda classificata, è stata accolta con un boato dal pubblico in studio mentre la tunisina con freddezza. Non spiegandosi, pertanto, la così forte divergenza di preferenza tra le due concorrenti, fra il pubblico in studio e quello a casa.[10]

## Sommario settimanale
| Settimana 1      | Ingressi     | Giorno 1: Danilo, Adriana, Filippo, Gaia, Sofia, Rudolf, Valeria, Luca, Ilenia, Floriana, Mario, Kiran, Caterina, Claudia, Leone, Chiara e Amedeo entrano nella casa del Grande Fratello. |
| Settimana 2      | Ingressi     | Giorno 8: Enrica e Mirko entrano nella casa del Grande Fratello. |
| Settimana 2      | Eliminazione | Giorno 8: Mario e Sofia sono i nominati della settimana. Giorno 15: Mario è, con il 59,19% dei voti, il primo concorrente eliminato dalla casa Grande Fratello. |
| Settimana 2      | Prova        | Giorno 12: Floriana e Leone vengono chiamati in Confessionale per ricevere informazioni sulla prova settimanale. Il Grande Fratello ha deciso che questa settimana la spesa sarà il premio per il superamento della prova. Verranno testate le capacità mnemoniche e lo spirito di iniziativa dei ragazzi. Floriana e Leone spiegano le modalità di svolgimento: Un telefono, posizionato in piscina, squilla in vari momenti della giornata e dà ai concorrenti un elenco di cose da ricordare per la sera della diretta. Giorno 15: Danilo viene chiamato a rispondere al telefono, si spoglia e si tuffa in acqua. La telefonata vale 90 euro di spesa, avendo a disposizione 61 secondi per elencare i piatti più schifosi secondo la rivista "Times". Danilo elenca i primi nomi, ma non riesce a ricordarli tutti. La prima manche non viene superata. Al secondo squillo del telefono, Filippo e Mirko vengono chiamati a recarsi in piscina. La telefonata vale 180 euro di spesa, con un tempo a disposizione di 71 secondi per elencare, in maniera alternata, i veri nomi dei dieci personaggi famosi italiani. I due concorrenti elencano tutti i nomi. La seconda manche viene superata.                                    |
| Settimana 3      | Eliminazione | Giorno 15: Claudia e Gaia sono le nominate della settimana. Giorno 22: Claudia, con il 79,78% dei voti, è la seconda concorrente eliminata dalla casa del Grande Fratello. |
| Settimana 3      | Prova        | Giorno 19: Chiara viene chiamata in Confessionale per ricevere informazioni sulla prova settimanale. I concorrenti, appena sentiranno una famosa canzone d'amore, dovranno correre nel luogo indicato dal Grande Fratello, formare delle coppie uomo-donna e ballare. Ogni volta il tipo di bacio cambierà. Giorno 22: Vengono fatte entrare nel confessionale Ilenia e Floriana; quest'ultima dovrà indossare degli occhiali oscuranti ed indovinare i tre coinquilini presenti nella stanza delle sorprese guidata da Ilenia (che rimarrà in confessionale) solo mediante il tatto e l'uso delle labbra. Amedeo impersona il 'David' di Michelangelo, Kiran il 'Discobolo' di Mirone e Luca, invece, 'Il pensatore' di Rodin. Floriana, grazie all'aiuto di Ilenia, riesce a riconoscere tutte e tre le identità, guadagnando, per ognuna di esse, 60 euro. La seconda manche avviene nella stessa maniera, i protagonisti sono, però, Rudolf e Leone; quest'ultimo dovrà guidare Rudolf nella scoperta delle tre identità nascoste ovvero Enrica è 'La sirenetta' di Den Lille Havfrue, Chiara è 'Paolina Borghese' del Canova e Caterina la 'Statua della Libertà'. Rudolf indovina due identità su tre scambiando Chiara per Sofia. |
| Settimana 4      | Ingressi     | Giorno 29: Martina, Vito e Armando entrano nella casa del Grande Fratello. |
| Settimana 4      | Eliminazione | Giorno 22: Filippo, Luca, Mirko e Valeria sono i nominati della settimana. Giorno 29: Filippo, con il 37,19% dei voti, è il terzo concorrente eliminato dalla casa del Grande Fratello. |
| Settimana 4      | Prova        | Giorno 33: Martina e Danilo escono dal Confessionale e leggono il comunicato: i ragazzi avranno a disposizione tre biciclette disposte in luoghi molto particolari e inusuali della Casa; dovranno pedalare e rispondere contemporaneamente ad alcune domande per mettere alla prova la loro coordinazione, velocità e affiatamento. Giorno 36: Floriana, Enrica e Kiran sono disposti in tre luoghi differenti della Casa e mentre pedalano una bicicletta, devono elencare nomi di persone e di cose che si trovano unicamente nella città di Roma. Gli inquilini superano la Prova e dimostrano di essersi esercitati con attenzione. |
| Settimana 5      | Eliminazione | Giorno 29: Valeria, Kiran e Leone sono i nominati della settimana. Giorno 36: Valeria, con il 53,60% dei voti, è la quarta concorrente eliminata dalla casa del Grande Fratello. |
| Settimana 5      | Prova        | Giorno 36: Enrica, Kiran e Floriana, pedalando in tre luoghi diversi della casa, devono nominare 15 cose o persone che si possono trovare mentre si pedala nella città di Roma, entro un minuto e mezzo. La prova è superata e consente di ottenere un budget settimanale di 360 euro. |
| Settimana 6      | Eliminazione | Giorno 36: Sofia e Vito sono i nominati della settimana. Giorno 37: Mirko abbandona volontariamente il gioco un'ora dopo la diretta del lunedì, in cui gli era stato chiesto se voleva svelare il contenuto di una lettera che lui stesso aveva consegnato agli autori durante il casting del programma. Giorno 38: Danilo abbandona volontariamente il gioco. Giorno 43: Sofia, con il 59,27% dei voti, è la quinta concorrente eliminata dalla casa del Grande Fratello. |
| Settimana 6      | Prova        | Giorno 43: Adriana, Chiara e Gaia sono in una stanza al buio con dei bavagli al collo e Leone deve imboccare loro 10 polpette. La prova è superata e consente di guadagnare 300 euro per la spesa settimanale. Leone festeggia il superamento della prova lanciando il sugo sulle concorrenti. |
| Settimana 7      | Ingressi     | Giorno 50: Franco, Fabrizio e Yassine entrano nella casa del Grande Fratello, "in prova" per una settimana, al termine della quale il Grande Fratello decide di farli rimanere come "concorrenti effettivi". |
| Settimana 7      | Eliminazione | Giorno 43: Gaia e Leone sono i nominati della settimana. Giorno 50: Leone, con il 54,35% dei voti, è il sesto concorrente eliminato dalla casa del Grande Fratello. |
| Settimana 7      | Prova        | Giorno 46: Luca, Vito ed Enrica, guidati da Giucas Casella, devono riuscire a camminare a piedi nudi su un percorso di carboni ardenti dalla temperatura di circa 800 gradi. Giorno 50: Alla presenza di Casella, viene effettuata una verifica della prova, alla quale si sottopongono in nove concorrenti. Il Grande Fratello aveva già deciso che, vista la pericolosità della prova, essa sarebbe stata comunque superata anche se uno solo dei concorrenti avesse accettato di prenderne parte. La prova è dunque superata. |
| Settimana 8      | Eliminazione | Giorno 50: Adriana, Amedeo e Vito sono i nominati della settimana. Giorno 57: Adriana, con il 55,07% dei voti, è la settima concorrente eliminata dalla casa del Grande Fratello. |
| Settimana 8      | Prova        | Giorno 57: La prova settimanale è stata superata. |
| Settimana 9      | Ingressi     | Giorno 64: Monica entra nella casa del Grande Fratello, "in prova" per una settimana, al termine della quale il Grande Fratello decide di farla rimanere come "concorrente effettiva". |
| Settimana 9      | Eliminazione | Giorno 57: Chiara e Kiran sono i nominati della settimana. Giorno 64: Kiran, con il 55,24% dei voti, è l'ottavo concorrente eliminato dalla casa del Grande Fratello. |
| Settimana 9      | Prova        | Giorno 64: La prova settimanale è stata superata. Durante la diretta entra in casa Barbara D'Urso (già conduttrice delle edizioni III, IV e V del Grande Fratello: questa è la prima volta in assoluto che una ex-conduttrice entra nella Casa) come ospite e per fare una sorpresa ai ragazzi: la D'Urso e Rudolf Mernone hanno recitato una scena tratta da La dottoressa Giò come prova settimanale extra per conquistarsi il cenone di Capodanno; i due si baciano davanti agli occhi dei concorrenti, conduttrice, telespettatori e fan. La prova è stata superata. |
| Settimana 10     | Ingressi     | Giorno 71: Monica entra come "concorrente effettiva" nella casa del Grande Fratello. |
| Settimana 10     | Eliminazione | Giorno 64: Amedeo, Armando, Caterina, Franco e Vito sono i nominati della settimana. Giorno 71: Caterina, con il 41,78% dei voti, è la nona concorrente eliminata dalla casa del Grande Fratello. |
| Settimana 10     | Prova        | Giorno 71: Sono stati sottoposti alla prova settimanale Monica e Yassine. La prova consisteva nel rispondere correttamente almeno 3 su 5 domande di geografia. La prova ha avuto un risultato di 1 su 5 quindi la Prova non è stata superata. |
| Settimana 11     | Ingressi     | Giorno 78: Kevin, Valentina, Gaetano, Giusy, Daniel e Sabrina entrano nella casa del Grande Fratello. |
| Settimana 11     | Eliminazione | Giorno 71: Amedeo, Martina e Yassine sono i nominati della settimana. Giorno 78: Yassine, con il 66,30% dei voti, è il decimo concorrente eliminato dalla casa del Grande Fratello. |
| Settimana 12     | Eliminazione | Giorno 78: Amedeo, Luca e Monica sono i nominati della settimana. Giorno 85: Luca, con il 52,65% dei voti, è l'undicesimo concorrente eliminato dalla casa del Grande Fratello. |
| Settimana 12     | Prova        | Giorno 85: Sono stati sottoposti alla prova settimanale Kevin per la prima manche e Gaia ed Enrica per la seconda. La prova consisteva nell'uso dei sensi ovvero nell'assaggiare le pietanze scelte dal Grande Fratello e nell'ascoltare dei suoni ed indovinare il tutto. Inoltre Kevin aveva anche il compito di girare su una ruota per scegliere la casella con il premio seguente. Il risultato della prova è stato sufficiente con un budget di 185 euro. |
| Settimana 13     | Eliminazione | Giorno 85: Amedeo, Chiara e Monica sono i nominati della settimana. Giorno 92: Rudolf abbandona volontariamente la casa del Grande Fratello. Daniel, in seguito a una violazione del regolamento, viene squalificato, con la seguente decurtazione di 10000 € dal montepremi finale. Monica, con il 38,12% dei voti, è la dodicesima concorrente eliminata dalla casa del Grande Fratello. |
| Settimana 13     | Prova        | Giorno 92: La prova ha visto un allenamento nel corso della settimana da parte dei ragazzi. A cimentarsi nel corso della puntata sono stati Enrica (contro Margherita Zanatta del Grande Fratello 11) e Fabrizio (contro Ferdinando Giordano del Grande Fratello 11). La prova è stata superata solo da Enrica, quindi i ragazzi vincono 150 euro. |
| Settimana 14     | Eliminazione | Giorno 92: Amedeo, Chiara e Giusy sono i nominati della settimana. Giorno 99: Chiara, con il 58,76% dei voti, è la tredicesima concorrente eliminata dalla casa del Grande Fratello. |
| Settimana 14     | Prova        | Giorno 99: I concorrenti devono fare i conti con una serie di missioni impossibili. Alla prima manche hanno partecipato 8 concorrenti (Sabrina, Ilenia, Valentina, Floriana, Amedeo, Vito, Enrica e Martina), mentre nella seconda solo Kevin e Giusy. La prova è stata superata solo per la prima manche. |
| Settimana 15     | Eliminazione | Giorno 99: Amedeo, Franco, Giusy, Sabrina e Valentina sono i nominati della settimana. Giorno 106: Amedeo, con il 34,34% dei voti, è il quattordicesimo concorrente eliminato dalla casa del Grande Fratello. |
| Settimana 15     | Prova        | Giorno 106: La prova settimanale consiste nel "Gossip". I ragazzi durante la settimana devono giudicare i coinquilini. Durante la diretta il Grande Fratello sceglie Floriana, Kevin, Gaia e Franco per conquistare il budget settimanale. Floriana deve indovinare tra gli altri tre coinquilini chi ha detto "cattiverie" su di lei. La prova si è conclusa con la vincita di un budget di 250 euro. |
| Settimana 16     | Ingressi     | Giorno 113: La conduttrice annuncia ai concorrenti in gara che il Grande Fratello ha deciso di ostacolare in tutti i modi possibili la corsa verso la potenziale vittoria. Gli inquilini della casa subiscono un vero e proprio colpo basso: Ferdinando Giordano (secondo classificato al Grande Fratello 11), Cristina Del Basso (terza classificata al Grande Fratello 9) e Patrick Ray Pugliese (secondo classificato al Grande Fratello 4) entrano nella casa del Grande Fratello di questa dodicesima edizione in quanto, secondo la conduttrice, tornano a far parte del gioco in qualità di concorrenti a tutti gli effetti con il titolo di invasori al fine di "ostacolare" il percorso dei concorrenti "originali" di questa dodicesima edizione verso la (potenziale) vittoria finale. |
| Settimana 16     | Eliminazione | Giorno 106: Fabrizio, Franco e Gaetano sono i nominati della settimana. Giorno 113: Fabrizio, con il 54,47% dei voti, è il quindicesimo concorrente eliminato dalla casa del Grande Fratello. |
| Settimana 16     | Prova        | Giorno 113: La prima parte della prova settimanale consisteva nel trasportare dei sacchi molto pesanti da una parte all'altra dell'arena. Ferdinando ha svolto la prova e ha conquistato 200 euro. La seconda parte della prova è stata svolta da Cristina e Patrick e consisteva nello scoppiare tutti i palloncini che ci sono nel Tugurio; la seconda parte della prova è stata superata con una vincita di 150 euro. La terza parte della prova è stata svolta sempre da Cristina e Patrick e consisteva di fare una rima baciata con le parole amore, frigorifero e occhi belli (vincita:100 euro). La prova è stata superata con un budget totale di 450 euro. |
| Settimana 17     | Ingresso     | Giorno 120: Il Grande Fratello sceglie uno tra i 50 primi classificati del Casting Online: Vale entra nella casa del Grande Fratello. Il cerchio si chiude, Vale è l'ultima concorrente della dodicesima edizione. |
| Settimana 17     | Eliminazione | Giorno 113: Valentina, Enrica, Sabrina e Franco sono i nominati della settimana. Giorno 120: Enrica, con il 71,08% dei voti, è la sedicesima concorrente eliminata dalla casa del Grande Fratello. Il Grande Fratello ha deciso che i 4 immuni: Floriana, Ilenia, Armando e Vito dovranno decidere uno tra gli altri concorrenti da mandare al televoto. I concorrenti sono: Franco, Giusy e Sabrina. Il televoto consisteva nel salvare un concorrente dall'eliminazione. Giusy, con il 12,11% dei voti, non è stata salvata e quindi è la diciassettesima concorrente eliminata dalla casa del Grande Fratello. |
| Settimana 17     | Prova        | Giorno 120: La prova settimanale si divide in due manche. La prima manche è svolta da Cristina e consiste in un quiz "uno contro uno" tra Cristina e il cane Miwouk. Cristina vince nella prima manche 100 euro. La seconda manche è una staffetta e consiste nel percorrere entro due minuti tutto il percorso ad ostacoli. La prova è svolta da Ilenia e Franco ed è vinta; i due concorrenti vincono nella seconda manche 150 euro. Il budget in totale è di 250 euro. |
| Settimana 18     | Eliminazione | Giorno 120: Valentina, Kevin, Sabrina e Ferdinando sono i nominati della settimana. Giorno 125: Gaetano abbandona la casa del Grande Fratello per un incidente alla gamba destra. Giorno 127: Ferdinando, con il 39,94% dei voti, è il diciottesimo concorrente eliminato dalla casa del Grande Fratello. |
| Settimana 18     | Prova        | Giorno 127: I ragazzi si cimentano in due prove distinte: canto (con Armando, Patrick e Vito) e ballo classico (con Ilenia, Martina, Kevin e Franco). La prova è superata. |
| Settimana 19     | Eliminazione | Giorno 127: Floriana, Sabrina e Valentina sono i nominati della settimana. Giorno 133: Floriana, con il 74,17% dei voti, è la diciannovesima concorrente eliminata dalla casa del Grande Fratello. Il Grande Fratello ha deciso che i ragazzi devono salvare le ragazze e quelle non salvate vanno al televoto; Sabrina e Valentina vanno al televoto. Il pubblico decide di eliminare Valentina quindi è con il 58,37% la ventesima concorrente eliminata dalla casa del Grande Fratello. |
| Settimana 19     | Prova        | Giorno 133: Il Grande Fratello ripropone una prova di canto (Patrick, Ilenia e Vale) e ballo (Cristina, Franco, Kevin). La prova è stata superata. |
| Settimana 20     | Eliminazione | Giorno 133: Sabrina e Vale sono le nominate della settimana. Giorno 140: Vale, con il 65,08% dei voti, è la ventunesima concorrente eliminata dalla casa del Grande Fratello. Il Grande Fratello ha deciso che le ragazze devono fare 2 nomi maschili per la seconda eliminazione e i ragazzi viceversa; inoltre il Grande Fratello decide che le ragazze devono affidare il proprio destino ai ragazzi e viceversa. Ilenia e Armando sono stati scelti. Ilenia nomina Franco e Patrick, Armando nomina Sabrina e Cristina. Questi quattro vanno al televoto per salvare. Cristina, con il 4,89% dei voti e la ventiduesima concorrente eliminata dalla casa del Grande Fratello. |
| Settimana 20     | Prova        | Giorno 140: I ragazzi devono raccogliere dal fondo della piscina delle chiavi per liberare il prigioniero, in questo caso Kevin. Ci provano Sabrina, Martina e Cristina, ma purtroppo la prova non è superata. |
| Settimana 21     | Eliminazione | Giorno 140: Sabrina, Patrick, Gaia e Kevin sono i nominati della settimana. Giorno 147: Kevin, con il 42,12% dei voti, è il ventitreesimo concorrente eliminato dalla casa del Grande Fratello. Il Grande Fratello ha deciso che c'è una seconda eliminazione. La prima finalista ossia Gaia sceglie di salvare Ilenia, Ilenia a sua volta Armando, che a sua volta salva Franco, che a sua volta salva Patrick. Al televoto per salvare vanno Martina, Sabrina e Vito. Il pubblico decide di eliminare Vito quindi è con il 31,95% il ventiquattresimo concorrente eliminato dalla casa del Grande Fratello. |
| Settimana 21     | Prova        | Giorno 147: I ragazzi si cimentano in una danza di Zumba Fitness. La prova è stata superata. |
| Settimana 22     | Eliminazione | Giorno 147: Ilenia, Patrick, Sabrina e Franco sono i nominati della settimana. Giorno 154: Ilenia, con il 53,12% dei voti, è la venticinquesima concorrente eliminata dalla casa del Grande Fratello. Il Grande Fratello ha deciso che c'è una seconda eliminazione. Tutti i concorrenti tranne Gaia devono scegliere il secondo finalista; quest'ultimo è Franco. Ci sono le normali nomination: Armando, Patrick e Sabrina vanno al televoto. Armando, con il 47,59% è il ventiseiesimo ovvero l'ultimo concorrente di questa edizione eliminato dalla casa del Grande Fratello. |
| Ultima settimana | Eliminazione | Giorno 154: Franco, Gaia, Martina, Patrick e Sabrina sono i finalisti del Grande Fratello. Giorno 161: Martina si classifica al quinto posto. Franco si classifica al quarto posto. Patrick si classifica al terzo posto. Gaia si classifica al secondo posto. Sabrina è la vincitrice della dodicesima edizione. |

## Classifica del preferito
|     | Settimana 9      | Settimana 10     | Settimana 11            | Settimana 16           |
| --- | ---------------- | ---------------- | ----------------------- | ---------------------- |
| 1º  | Ilenia – 30,58%  | Ilenia – 45,05%  | Ilenia – 46,73%         | Ilenia – 52,86%        |
| 2º  | Gaia – 14,33%    | Rudolf – 14,38%  | Gaia – 11,46%           | Vito – 14,82%          |
| 3º  | Amedeo – 11,75%  | Gaia – 8,55%     | Chiara – 8,68%          | Gaia – 8,22%           |
| 4º  | Rudolf – 8,52%   | Chiara – 7,81%   | Amedeo – 8,48%          | Fabrizio – 7,00%       |
| 5º  | Floriana – 7,14% | Floriana – 6,84% | Vito – 6,91%            | Sabrina – 5,70%        |
| 6º  | Kiran – 5,30%    | Amedeo – 4,59%   | Enrica – 5,66%          | Floriana – 4,99%       |
| 7º  | Chiara – 5,21%   | Luca – 4,34%     | Luca – 5,29%            | Enrica – 2,01%         |
| 8º  | Vito – 3,49%     | Enrica – 2,39%   | Armando – 2,79%         | Valentina – 1,68%      |
| 9º  | Luca – 3,28%     | Vito – 1,73%     | Fabrizio – 1,91%        | Giusy – 0,66%          |
| 10º | Enrica – 3,18%   | Caterina – 1,45% | Martina – 1,02%         | Franco – 0,54%         |
| 11º | Caterina – 2,58% | Martina – 0,85%  | Franco – 0,61%          | Gaetano – 0,52%        |
| 12º | Armando – 1,86%  | Fabrizio – 0,75% | Yassine – 0,45%         | Kevin – 0,51%          |
| 13º | Fabrizio – 1,24% | Armando – 0,57%  | Floriana (non votabile) | Martina – 0,48%        |
| 14º | Martina – 0,65%  | Yassine – 0,25%  | Monica (non votabile)   | Armando (non votabile) |
| 15º | Franco – 0,52%   | Franco – 0,23%   | Rudolf (non votabile)   |                        |
| 16º | Yassine – 0,36%  |                  |                         |                        |

## Ascolti
| Puntata    | Messa in onda    | Telespettatori | Share  |
| ---------- | ---------------- | -------------- | ------ |
| 1          | 24 ottobre 2011  | 5 264 000      | 24,94% |
| 2          | 31 ottobre 2011  | 3 569 000      | 17,28% |
| 3          | 7 novembre 2011  | 4 378 000      | 19,69% |
| 4          | 14 novembre 2011 | 3 886 000      | 16,46% |
| 5          | 21 novembre 2011 | 3 793 000      | 15,67% |
| 6          | 28 novembre 2011 | 3 498 000      | 14,84% |
| 7          | 5 dicembre 2011  | 3 361 000      | 13,22% |
| 8          | 12 dicembre 2011 | 3 635 000      | 16,66% |
| 9          | 19 dicembre 2011 | 3 807 000      | 18,01% |
| 10         | 26 dicembre 2011 | 3 131 000      | 15,05% |
| 11         | 2 gennaio 2012   | 4 028 000      | 17,35% |
| 12         | 9 gennaio 2012   | 3 857 000      | 17,55% |
| 13         | 16 gennaio 2012  | 3 933 000      | 17,43% |
| 14         | 23 gennaio 2012  | 4 190 000      | 19,34% |
| 15         | 30 gennaio 2012  | 4 054 000      | 17,11% |
| 16         | 6 febbraio 2012  | 4 219 000      | 17,86% |
| 17         | 13 febbraio 2012 | 3 481 000      | 14,58% |
| 18         | 20 febbraio 2012 | 4 090 000      | 17,55% |
| 19         | 27 febbraio 2012 | 4 053 000      | 17,94% |
| 20         | 4 marzo 2012     | 3 568 000      | 17,32% |
| 21         | 11 marzo 2012    | 3 197 000      | 15,34% |
| 22         | 18 marzo 2012    | 3 676 000      | 18,60% |
| Semifinale | 25 marzo 2012    | 3 765 000      | 17,96% |
| Finale     | 1º aprile 2012   | 3 926 000      | 20,02% |
| Media      | Media            | 3 847 000      | 17,40% |

- Nota 1: Gli ascolti della puntata di lunedì 5 dicembre 2011 (con uno share del 13,23%) segnarono all'epoca il record negativo in assoluto in share di tutte le edizioni del programma. In nessuna delle precedenti edizioni gli ascolti erano scesi sotto il 19,46% (minimo storico ottenuto nell'autunno 2010 con la settima puntata dell'undicesima edizione), mentre in quest'edizione tutte le puntate, a eccezione della prima, della terza e dell'ultima sono state al di sotto di tale valore.
- Nota 2: Un secondo record negativo registrato dalla dodicesima edizione è il seguente: se si eccettuano la prima (24 ottobre 2011), la nona (19 dicembre 2011) e la ventiduesima (18 marzo 2012), tutte le puntate sono state battute dalla programmazione concorrente di Rai 1. A tal proposito, fece particolar scalpore il grande successo de Il più grande spettacolo dopo il weekend (condotto da Fiorello) e l'inatteso insuccesso della prima puntata (condotta da Piero Angela il 19 dicembre 2011) di Superquark[55], entrambi programmi di Rai 1: secondo la critica[55], l'insuccesso del secondo fu dovuta alla concorrenza di Fabio Fazio su Rai 3. Da notare che, secondo la critica, le vittorie di Canale 5 della prima e ventiduesima puntata contro la programmazione di Rai 1 sono avvenute nella sovrapposizione[47][68], solitamente coincidente con lo slot del prime time: la vittoria della nona puntata[55], della quattordicesima[60] (dove il Grande Fratello batté nettamente una fiction in replica su Rai 1) della ventitreesima[69] (ovvero la seminale), invece, furono "complete" (ovvero sia per il totale della programmazione dell'intera puntata che in sovrapposizione con lo sfidante di Rai 1 in prima serata). Fece particolar scalpore la sconfitta della ottava puntata[54] (12 dicembre 2011) contro un film in replica (Preferisco il Paradiso) su Rai 1: tale sconfitta, secondo la critica[54], è il simbolo della crisi della dodicesima edizione. In questa edizione, fino alla finale, su 24 puntate il gf ha vinto le serate solo 5 volte: solo la finale (oltre alla prima puntata) superò il 20%, ma in valori assoluti la finale fece poco meno di 4 milioni di spettatori e fu sconfitta nettamente dalla concorrenza di Rai 1.
- Nota 3: Se si confrontano i dati auditel de Grande Fratello 5 (la quale era stata definita, per gli "standard auditel" dell'epoca, come "edizione in crisi") e quelli del Grande Fratello 12, si scopre che gli ascolti si sono praticamente dimezzati e, a causa di ciò, il vicepresidente di Mediaset Pier Silvio Berlusconi ha pubblicamente dichiarato che il Grande Fratello ha bisogno di una lunga pausa di riposo, ma il genere "reality" rimarrà uno dei generi della televisione italiana[71].

Proprio a causa della crisi di ascolti, probabilmente dovuta anche alla troppa vicinanza con la precedente edizione durata ben sei mesi, il programma è stato accorciato di sei puntate, terminando alla 24ª puntata anziché alla 30ª prevista.

### Ascolti giornalieri
In questa tabella sono indicati i risultati in termini di ascolto della striscia quotidiana andata in onda ogni giorno su Canale 5 all'interno del talk show Pomeriggio Cinque nei giorni feriali e all'interno di Domenica Cinque alla domenica. Al sabato la striscia è stata trasmessa verso le 13:40 circa.
Gli ascolti giornalieri sono stati presi dal sito DavideMaggio.it o dal sito TVBlog.it
Gli ascolti giornalieri di questa dodicesima edizione si sono vistosamente abbassati rispetto agli altri anni (un calo era già stato avvertito nell'edizione precedente), sia nelle percentuali di share, sia nel numero dei telespettatori.

| Canale 5                         | Settimana 1      | Settimana 2      | Settimana 3      | Settimana 4      | Settimana 5      | Settimana 6      | Settimana 7      | Settimana 8      | Settimana 9      | Settimana 10     | Settimana 11     | Settimana 12     | Settimana 13     | Settimana 14     | Settimana 15     | Settimana 16     | Settimana 17     | Settimana 18     | Settimana 19     | Settimana 20     | Settimana 21     | Settimana 22     | Settimana 23     |
| -------------------------------- | ---------------- | ---------------- | ---------------- | ---------------- | ---------------- | ---------------- | ---------------- | ---------------- | ---------------- | ---------------- | ---------------- | ---------------- | ---------------- | ---------------- | ---------------- | ---------------- | ---------------- | ---------------- | ---------------- | ---------------- | ---------------- | ---------------- | ---------------- |
| Lunedì                           | 2 143 000 15,37% | 2 168 000 14,61% | 2 376 000 15,87% | 2 369 000 15,19% | 2 379 000 15,98% | 2 033 000 13,40% | 2 138 000 14,64% | 1 725 000 12,48% | non in onda      | 2 461 000 12 57% | 2 013 000 12,83% | 2 200 000 13,72% | 1 884 000 12,24% | 2 119 000 12,76% | 2 113 000 11,78% | 2 037 000 12,39% | 2 426 000 14,65% | 2 193 000 14,58% | 2 193 000 14,58% | 2 200 000 14,68% | 2 022 000 14,63% | 2 137 000 16,38% | 1 828 000 17,14% |
| Martedì                          | 2 639 000 19,89% | 1 553 000 8,68%  | 2 168 000 14,61% | 2 397 000 16,24% | 2 464 000 15,49% | 2 246 000 15,25% | 2 267 000 16,44% | 2 176 000 15,95% | 1 637 000 11,67% | 1 722 000 10,64% | 2 296 000 12,23% | 1 933 000 13,09% | 2 310 000 14,86% | 2 393 000 14,79% | 2 228 000 12,95% | 2 209 000 12,42% | 2 127 000 13,41% | 2 242 000 14,05% | 2 029 000 14,05% | 1 877 000 12,70% | 1 985 000 15,38% | 1 717 000 13,82% | 1 542 000 15,50% |
| Mercoledì                        | 2 291 000 17,77% | 2 313 000 16,35% | 2 399 000 17,75% | 2 352 000 15,57% | 2 189 000 14,67% | 2 305 000 15,81% | 1 915 000 13,63% | 1 873 000 13,35% | 1 523 000 9,99%  | 1 741 000 11,06% | 2 110 000 11,65% | 1 943 000 12,95% | 2 057 000 13,30% | 2 261 000 13,92% | 2 573 000 14,58% | 2 265 000 13,54% | 1 773 000 11,14% | 2 262 000 14,95% | 2 059 000 14,70% | 1 880 000 13,06% | 1 768 000 13,90% | 1 632 000 13,42% | 1 683 000 17,10% |
| Giovedì                          | 2 209 000 19,14% | 2 089 000 14,85% | 2 055 000 14,53% | 2 190 000 14,96% | 2 265 000 15,06% | 2 083 000 14,47% | 1 460 000 9,61%  | 1 934 000 13,76% | 1 964 000 14,75% | 1 396 000 8,94%  | 1 374 000 9,57%  | 2 033 000 14,03% | 2 057 000 13,18% | 2 062 000 13,29% | 2 286 000 13,42% | 2 068 000 12,85% | 2 071 000 13,29% | 2 126 000 14,78% | 1 833 000 13,67% | 1 865 000 13,81% | 1 798 000 13,81% | 1 778 000 14,81% | 1 498 000 14,83% |
| Venerdì                          | N.D.             | 2 102 000 13,74% | 2 241 000 15,51% | 2 136 000 14,72% | 2 028 000 14,24% | N.D.             | 1 941 000 13,65% | 1 760 000 12,76% | 1 508 000 10,99% | 1 419 000 9,16%  | 1 351 000 8,27%  | 1 850 000 12,72% | 1 987 000 12,85% | 2 372 000 14,68% | 2 281 000 13,20% | 2 432 000 13,28% | 2 043 000 13,24% | 1 983 000 14,01% | 1 844 000 13,90% | 1 828 000 13,50% | 1 934 000 15,30% | 1 893 000 15,70% | 1 388 000 14,32% |
| Sabato Riassunto della Settimana | 2 567 000 13,46% | 2 502 000 11,62% | 2 388 000 12,28% | 2 460 000 12,66% | 2 322 000 12,17% | 2 121 000 10,37% | 2 290 000 11,66% | 2 089 000 10,74% | 2 013 000 10,66% | 1 843 000 9,55%  | 2 021 000 9,90%  | 2 355 000 10,96% | 2 246 000 10,59% | 2 734 000 13,13% | 2 793 000 11,87% | 2 857 000 12,04% | 2 541 000 11,78% | 2 718 000 13,98% | N.D.             | 2 585 000 12,86% | 2 460 000 12,81% | 2 647 000 13,70% | 2 266 000 12,12% |
| Domenica                         | 1 176 000 7,56%  | 1 446 000 8,11%  | 851 000 5,34%    | 1 048 000 6,35%  | N.D.             | 949 000 5,59%    | 756 000 4,79%    | 750 000 4,71%    | non in onda      | non in onda      | 848 000 5,20%    | 735 000 4,26%    | N.D.             | 900 000 5,05%    | N.D.             | non in onda      | non in onda      | non in onda      | non in onda      | non in onda      | non in onda      | non in onda      | non in onda      |
| Domenica                         | 2 063 000 10,85% | 1 931 000 8,69%  | 2 181 000 10,96% | 1 932 000 9,75%  | 2 190 000 11,30% | 1 928 000 9,36%  | 2 254 000 11,05% | 2 228 000 11,06% | non in onda      | 1 427 000 8,14%  | 2 038 000 9,66%  | non in onda      | 2 259 000 10,66% | 2 216 000 10,11% | 2 300 000 9,94%  | 2 611 000 10,95% | 1 951 000 8,97%  | 1 916 000 10,45% | 1 940 000 9,43%  | 2 136 000 10,82% | 2 142 000 10,86% | 2 032 000 10,59% | ? ??? 000 ??,??% |
| Domenica                         | 2 560 000 14 61% | 2 768 000 14,11% | 2 367 000 12,83% | 2 315 000 12,39% | 2 308 000 13,17% | 2 145 000 11,77% | 2 167 000 12,61% | 1 713 000 9,85%  | non in onda      | non in onda      | non in onda      | 1 933 000 9,94%  | 2 188 000 11,29% | 2 110 000 10,74% | 2 019 000 9,42%  | 2 081 000 9,98%  | 1 568 000 8,15%  | 2 145 000 10,79% | 2 057 000 11,55% | 1 761 000 11,04% | 1 631 000 10,25% | 1 811 000 12,65% | 1 634 000 11,57% |
| Media Settimanale                | 2 206 000 14,83% | 2 097 000 12,31% | 2 020 000 13,30% | 2 133 000 13,09% | 2 268 000 14,01% | 2 003 000 12,00% | 1 909 000 12,01% | 1 805 000 11,63% | 1 729 000 11,61% | 1 716 000 10,01% | 1 756 000 9,91%  | 1 873 000 11,48% | 2 124 000 12,37% | 2 130 000 12,05% | 2 324 000 12,13% | 2 320 000 12,18% | 2 062 000 10,70% | 2 198 000 13,44% | 1 953 000 13,12% | 2 016 000 12,81% | 1 967 000 13,37% | 1 955 000 13,88% | 1 691 000 14,61% |
| Media Finale                     | 2 011 000 12,47% | 2 011 000 12,47% | 2 011 000 12,47% | 2 011 000 12,47% | 2 011 000 12,47% | 2 011 000 12,47% | 2 011 000 12,47% | 2 011 000 12,47% | 2 011 000 12,47% | 2 011 000 12,47% | 2 011 000 12,47% | 2 011 000 12,47% | 2 011 000 12,47% | 2 011 000 12,47% | 2 011 000 12,47% | 2 011 000 12,47% | 2 011 000 12,47% | 2 011 000 12,47% | 2 011 000 12,47% | 2 011 000 12,47% | 2 011 000 12,47% | 2 011 000 12,47% | 2 011 000 12,47% |